# Obrona Ochoty i Woli (8–9 września 1939)
Obrona Ochoty i Woli (8–9 września 1939) – działania zbrojne prowadzone przez Wojsko Polskie 8–9 września 1939 roku, podczas kampanii wrześniowej, na terenie warszawskich dzielnic Ochota i Wola. Ich rezultatem było odparcie szturmu niemieckiej 4 Dywizji Pancernej (4 DPanc.) i tym samym udaremnienie niemieckiego planu szybkiego zdobycia polskiej stolicy.
8 września 1939 roku niemieckie czołgi dotarły na przedpola Warszawy. W przekonaniu, że sam ich widok złamie wolę walki obrońców, gen. Georg-Hans Reinhardt jeszcze tego samego popołudnia podjął próbę zdobycia miasta z marszu. Niemieckie czołgi, które nadjechały szosą krakowską, zostały jednak odparte ogniem polskiej artylerii i piechoty. Następnego dnia, po podciągnięciu artylerii oraz głównych sił 4 DPanc., Niemcy przystąpili do regularnego szturmu. Jego punkt ciężkości znajdował się na Ochocie, aczkolwiek po pewnym czasie walki wybuchły również na Woli oraz na Polu Mokotowskim. Polscy obrońcy zdołali odeprzeć nieprzyjacielskie natarcie, a 4 DPanc. okupiła nieudaną próbę zdobycia Warszawy czasowym unieruchomieniem nawet do 50% czołgów.
Obrona Ochoty i Woli była największym sukcesem odniesionym przez Polaków podczas walk w obronie Warszawy we wrześniu 1939 roku. Odparcie ataku wpłynęło pozytywnie na nastroje żołnierzy i cywilów. W połączeniu z rozpoczętym w tym samym czasie polskim kontruderzeniem nad Bzurą zmusiło Niemców do chwilowego zaprzestania prób zdobycia Warszawy bezpośrednim szturmem.

## Geneza
Plan operacyjny „Zachód” wyznaczał Warszawie stosunkowo skromną rolę do odegrania w przypadku wojny z Niemcami. Polscy planiści przyjęli bowiem założenie, że walki będą się toczyć z dala od stolicy, a możliwość szybkiego dotarcia nieprzyjaciela do jej granic, a zwłaszcza możliwość, iż Warszawa znajdzie się w okrążeniu, nie były w ogóle brane pod uwagę. Główne zadania o charakterze militarnym, które zamierzano zrealizować na terenie miasta, sprowadzały się do odpierania ataków Luftwaffe.
1 września 1939 roku Niemcy rozpoczęły zbrojną agresję przeciwko Polsce. Już w nocy z 1 na 2 września niemiecka 10 Armia przełamała polski front w rejonie Częstochowy. Wieczorem 5 września stojąca na jej drodze Armia „Łódź” była zmuszona opuścić główną pozycję obronną i rozpocząć generalny odwrót. Tymczasem w walkach pod Piotrkowem Trybunalskim i Tomaszowem Mazowieckim Niemcy pobili nie w pełni skoncentrowaną i nieudolnie dowodzoną Armię „Prusy”. Zwycięstwa te otworzyły im drogę w kierunku środkowej Wisły i Warszawy.
3 września komendant główny Straży Granicznej gen. bryg. Walerian Czuma został wezwany przez ministra spraw wojskowych gen. Tadeusza Kasprzyckiego, który powierzył mu zadanie zorganizowania obrony stolicy. Przystąpiono do formowania sztabu Dowództwa Obrony Warszawy. Następnego dnia gen. Mieczysław Ryś-Trojanowski oficjalnie mianował gen. Czumę komendantem garnizonu warszawskiego. Na skutek wcześniejszych zaniedbań naczelnego dowództwa Czuma był zmuszony organizować obronę miasta de facto od podstaw, w warunkach pełnej improwizacji. Co gorsza, przygotowania do obrony zostały zakłócone na skutek chaosu i panicznych nastrojów, spowodowanych pośpieszną ewakuacją władz państwowych. Sytuację pogorszył dodatkowo eksodus ludności cywilnej, spowodowany nieprzemyślanym radiowym apelem szefa propagandy Sztabu Naczelnego Wodza ppłk. Romana Umiastowskiego 6 września. Ostatecznie gen. Czuma przy wydatnym wsparciu komisarycznego prezydenta miasta Stefana Starzyńskiego – od 8 września Komisarza Cywilnego przy Dowództwie Obrony Warszawy – zdołał opanować sytuację i w ciągu niespełna czterech dni przygotować miasto do obrony.
Do 8 września w składzie garnizonu warszawskiego znalazło się 17 batalionów piechoty, dziesięć baterii artylerii lekkiej, sześć baterii artylerii ciężkiej oraz ekwiwalent batalionu czołgów (tzw. Grupa Pancerno-Motorowa Dowództwa Obrony Warszawy kpt. Bolesława Kowalskiego).

## Polska obrona na Ochocie i Woli
8 września 1939 roku Dowództwo Obrony Warszawy zreorganizowało obronę lewobrzeżnej części miasta, dzieląc ją na trzy odcinki. Dzielnice Wola i Ochota znalazły się w obrębie odcinka „Zachód”. Dowodził nim ppłk Józef Kalandyk – dowódca 40 Pułku Piechoty Dzieci Lwowskich. Stanowisko dowodzenia mieściło się w budynku koszar Policji Konnej przy ul. Ciepłej 13.
Przednia linia obrony odcinka „Zachód” rozpoczynała się na Ochocie, przebiegając od ulicy Suchej (włącznie) północnym skrajem Pola Mokotowskiego, wzdłuż ul. Wawelskiej, by na wysokości ul. Ludwika Pasteura dotrzeć do ul. Opaczewskiej. Następnie biegła wzdłuż ul. Opaczewskiej do ul. Mszczonowskiej, po czym przecinając tory kolejowe, docierała na Wolę. Tam biegła najpierw wzdłuż ulic Gizów i Redutowej, by dotrzeć do osiedla Koło i objąć jego zachodni skraj. Linii tej broniły trzy bataliony piechoty wsparte pododdziałami artylerii o równowartości nieco powyżej dywizjonu. Były one rozlokowane w następujący sposób:
II batalion 41 Suwalskiego Pułku Piechoty zajmował pozycje wzdłuż ul. Wawelskiej (poczynając od ul. Suchej i włącznie z nią), następnie jego linia obrony biegła ulicami Ludwika Pasteura i Opaczewską do Białobrzeskiej (włącznie). Jego dowódca mjr Roman Zagłoba-Kaniowski urządził swoje stanowisko dowodzenia w domu przy ul. Grójeckiej 24. Poszczególne pododdziały rozmieszczono w następujący sposób:
- 5. kompania: ulice Wawelska – Ludwika Pasteura.
- 6. kompania: wschodni odcinek ul. Opaczewskiej.
- 4. kompania (odwód): Stacja Filtrów.
- artyleria:
  - 1. pluton 1. baterii 29 pal (2 armaty 75 mm): jeden działon przy skrzyżowaniu ulic Grójeckiej i Nieborowskiej, drugi przy narożniku ul. Słupeckiej[19].
  - 2. pluton 1. baterii 29 pal (2 armaty 75 mm)[b]: jeden działon przy skrzyżowaniu ul. Wawelskiej i al. Żwirki i Wigury, nieopodal gmachu Kierownictwa Marynarki Wojennej[20] (według innych źródeł – na skwerze przy narożniku ulic Raszyńskiej i Reja)[21][22], drugi na skrzyżowaniu ulic Raszyńskiej i Filtrowej[21].
  - pluton 11. zmotoryzowanej kompanii przeciwpancernej[c] (3 armaty ppanc. 37 mm): północny skraj Pola Mokotowskiego, między ulicami Suchą a al. Żwirki i Wigury[18].
  - 2. pluton przeciwpancerny 41 pp (3 armaty ppanc. 37 mm): po jednym działonie w budynku przy ul. Wawelskiej 9[d], na skwerze przy Instytucie Radowym[e] oraz w budynku administracyjnym targowiska Zieleniak[23][f].

II batalion 40 Pułku Piechoty Dzieci Lwowskich zajmował pozycję rozpoczynającą się na skrzyżowaniu ulic Opaczewskiej i Mątwickiej (włącznie z tą ostatnią), dalej biegnącą wzdłuż zachodniego odcinka Opaczewskiej, a następnie ulicami Mszczonowską (po obu stronach linii średnicowej) i Gizów do ul. Jana Kazimierza (włącznie, do skrzyżowania z ul. Wolską). Jego dowódca mjr Antoni Kassian urządził stanowisko dowodzenia w domu przy ul. Sękocińskiej 11. Poszczególne pododdziały rozmieszczono w następujący sposób:
- 4. kompania: zabudowania na północnej ścianie ul. Opaczewskiej, następnie okop zagięty na północ z frontem na zachód, osłaniający rozproszone zabudowania po zachodniej stronie ul. Szczęśliwickiej – po garbarnię Konarzewskiego przy rogu ulic Szczęśliwickiej i Ogrodzienieckiej.
- 5. kompania: jej stanowiska obronne rozpoczynały się na wschód od ul. Na Bateryjce, po czym biegły skrajem osiedla kolejarskiego na Czystem, a następnie wzdłuż ulic Mszczonowskiej i Gizów.
- 6. kompania (odwód): po jednym plutonie odpowiednio przy ul. Częstochowskiej oraz przy ulicach Brylowskiej i Kopińskiej, za oddziałami pierwszej linii. Trzeci pluton, rozlokowany w rejonie ulic Niemcewicza, Sękocińskiej i torów kolejowych, osłaniał dowództwo batalionu, kuchnie polowe i tabor[27].
- artyleria:
  - pluton artylerii piechoty 41 pp (2 armaty 75 mm): jeden działon przy skrzyżowaniu ulic Szczęśliwickiej i Częstochowskiej, drugi przy skrzyżowaniu ulic Kopińskiej i Skalmierzyckiej.
  - pluton 3. baterii 41 dal (2 armaty 75 mm): ul. Gizów[25].
  - pluton przeciwpancerny 40 pp[28] (5 armat ppanc. 37 mm): jeden działon przy skrzyżowaniu ulic Opaczewskiej i Szczęśliwickiej, drugi po zachodniej stronie ul. Szczęśliwickiej, trzeci na skrzyżowaniu ulic Gizów, Mszczonowskiej i Gniewkowskiej, czwarty na skrzyżowaniu ulic Sękocińskiej i Szczęśliwickiej, piąty na skrzyżowaniu ulic Słupeckiej, Sękocińskiej i Kaliskiej[29].

III batalion 40 Pułku Piechoty Dzieci Lwowskich zajmował pozycje od ul. Wolskiej, wzdłuż ulic Redutowej i Księcia Janusza, po fort Bema. Jego dowódca mjr Antoni Sanojca urządził swoje stanowisko dowodzenia w fabryce ołówków przy ul. Syreny. Poszczególne pododdziały rozmieszczono w następujący sposób:
- 7. kompania: ul. Księcia Janusza.
- 8. kompania: ulice Gizów – Redutowa.
- 9. kompania (odwód): zachodnia strona torów linii średnicowej.
- artyleria:
  - pluton 3. baterii 41 dal (2 armaty 75 mm): po obu stronach ul. Wolskiej, za pozycjami 8. kompanii, nieopodal barykady, która przegrodziła tę ulicę na wysokości ul. Gizów.
  - pluton 1. baterii 41 dal (2 armaty 75 mm): po obu stronach ul. Górczewskiej, za pozycjami 7. kompanii.
  - pluton artylerii piechoty 40 pp (2 armaty 75 mm): jeden działon przy ul. Wolskiej (na wysokości ul. Płockiej), drugi przy ul. Górczewskiej, również na wysokości ul. Płockiej.
  - pluton przeciwpancerny 40 pp (4 armaty ppanc. 37 mm): jeden działon po lewej stronie ul. Wolskiej, nieopodal barykady, drugi w załamaniu budynków nr 151 i 149 przy ul. Wolskiej, trzeci w bramie kościoła św. Wawrzyńca, czwarty przy ul. Górczewskiej (po jej prawej stronie).
  - pluton z 11. zmotoryzowanej kompanii ppanc. (3 armaty ppanc. 37 mm): za pozycjami 8. kompanii, z czego dwa działony na lewo od ul. Wolskiej (w rejonie ul. Gizów), a jeden na prawo od ul. Wolskiej (rejon ul. Redutowej).

Druga linia obrony Ochoty rozciągała się od zabudowań Politechniki po ul. Szczęśliwicką. Obsadzał ją III batalion nie w pełni jeszcze sformowanego 360 pp, dowodzony przez mjr. Wacława Niedzielskiego. Drugą linię obrony Woli obsadzał z kolei I batalion 360 pp pod dowództwem mjr. Artemiego Aroniszydzego.
W razie potrzeby dodatkowe wsparcie artyleryjskie mogły zapewnić dwa plutony z 1 baterii Obrony Warszawy, rozlokowane u wylotu al. Niepodległości na Pole Mokotowskie oraz w rejonie pl. Zawiszy (razem 5 armat 75 mm). Tym samym piechota odcinka „Zachód” mogła liczyć na wsparcie łącznie około 20 armat 75 mm i kilkunastu armat ppanc. 37 mm.
Już 5 września na Ochocie przystąpiono do budowy barykad i zapór przeciwczołgowych. Przecinały one w szczególności arterie wlotowe do miasta. W ich budowie aktywnie pomagała ludność cywilna. Na przedpolach postawiono pola minowe. Do budowy przeszkód i umocnień oraz stawiania min przystąpiono również na Woli.
Podobnie jak na pozostałych odcinkach, gen. Czuma oparł polską obronę na zwartej zabudowie, licząc, że zniweluje w ten sposób nieprzyjacielską przewagę w broni pancernej. Polskie oddziały obsadziły przede wszystkim arterie wlotowe do miasta, podczas gdy przestrzenie między nimi były obsadzone tylko placówkami. Przebieg walk udowodnił, iż było to posunięcie słuszne. Błędem okazało się jednak pozostawienie bez obsady fortu Szczęśliwice, gdyż posłużył on później Niemcom jako baza wypadowa do ataków na Ochotę.

## Walki w dniu 8 września

### Preludium

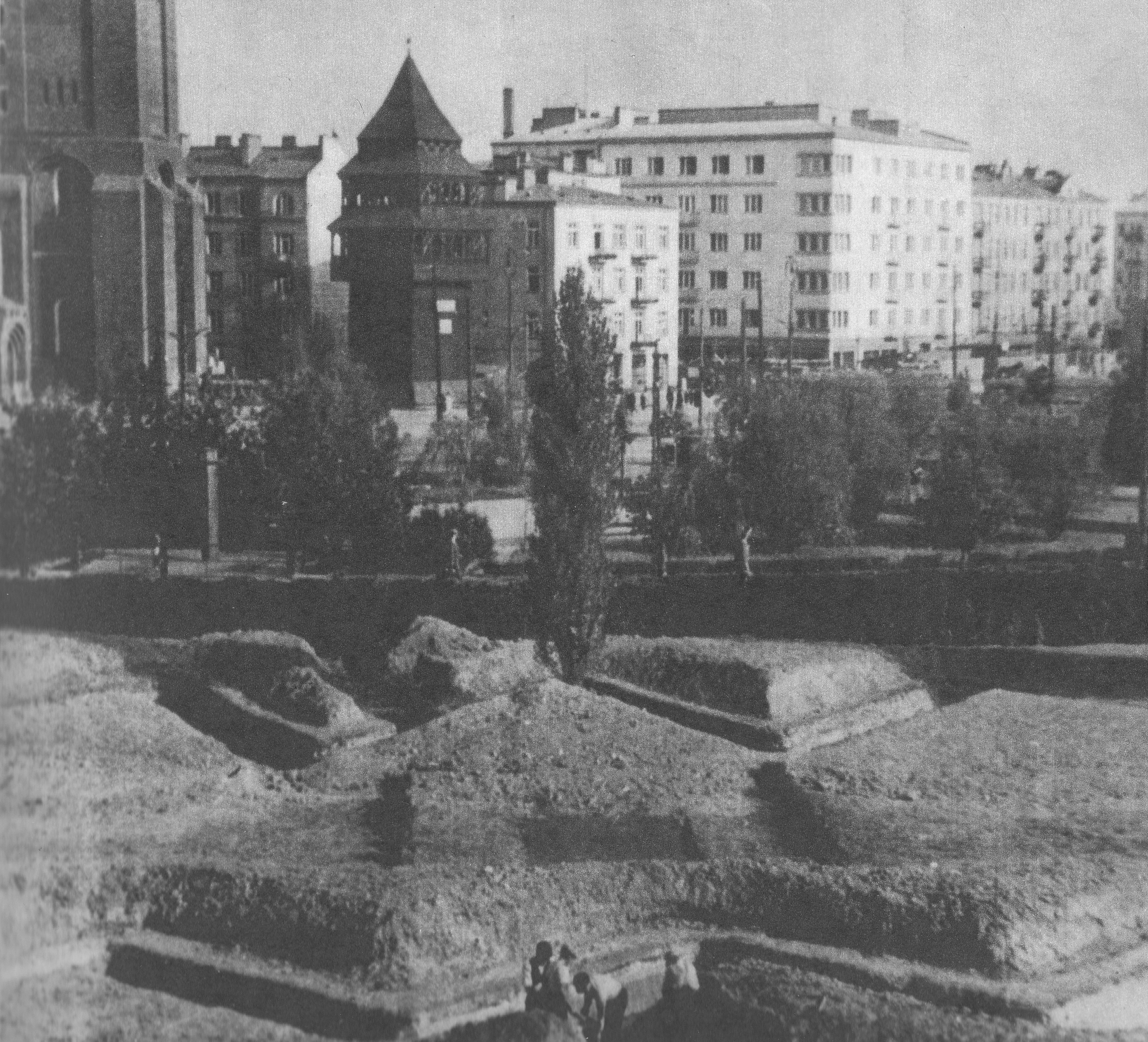
Okopy na placu Narutowicza

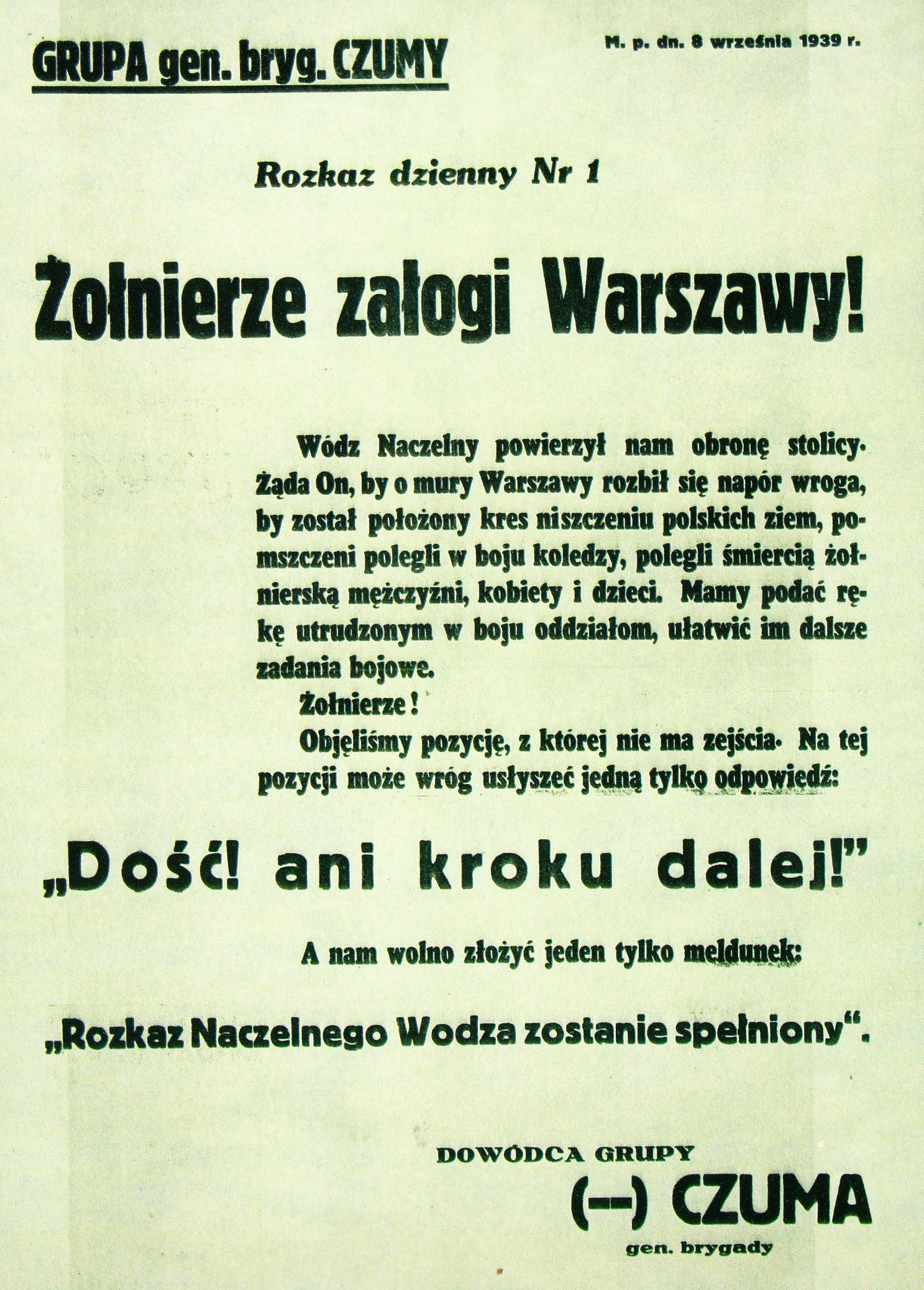
Rozkaz dzienny nr 1 dowódcy obrony Warszawy gen. Waleriana Czumy z 8 września 1939

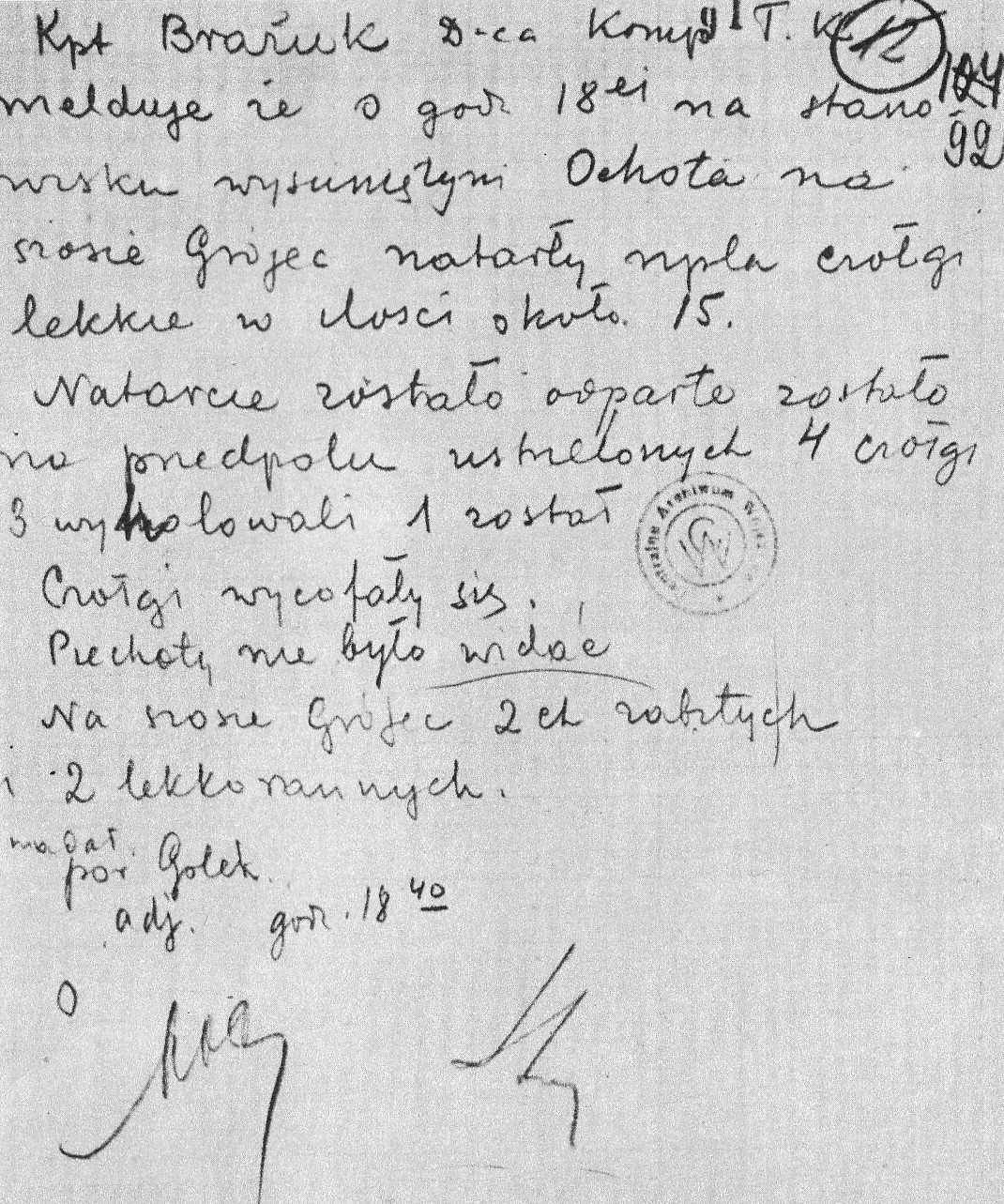
Meldunek kpt. Antoniego Brażuka o pierwszym starciu z Niemcami 8 września 1939 roku

8 września około godziny 5:00 kompania zwiadowcza 40 pp, działając na rozkaz ppłk. Kalandyka, wysłała dwa patrole z zadaniem rozpoznania przedpola stolicy. W kierunku Ożarowa Mazowieckiego i Piastowa wyszedł pluton konny, którym dowodził osobiście dowódca kompanii ppor. Tadeusz Düring. Pluton kolarzy dowodzony przez ppor. rez. Zdzisława Szczudłowskiego udał się natomiast w kierunku Falent. Oba pododdziały wróciły do Warszawy około godziny 10:00, nie nawiązawszy kontaktu z nieprzyjacielem. Niemców nie napotkały także dwa patrole oficerskie, wysłane o godzinie 8:00 odpowiednio przez II i III batalion 40 pp (pierwszy udał się w kierunku Rakowca i Szczęśliwic, drugi w kierunku Włoch).
Przed południem, niezależnie od ppłk. Kalandyka, szef sztabu Dowództwa Obrony Warszawy płk Tadeusz Roman Tomaszewski postanowił skierować zwiad na zachodnie przedpola stolicy. Z zadaniem tym wyruszyły zmotoryzowane patrole pionierów oraz kompania czołgów rozpoznawczych pod dowództwem kpt. Antoniego Brażuka.
Tego samego dnia niemiecki XVI Korpus Armijny dowodzony przez gen. Ericha Hoepnera dotarł pod Warszawę. Jego prawoskrzydłowa 1 Dywizja Pancerna zajęła Górę Kalwarię. Z kolei 4 Dywizja Pancerna dotarła około południa do linii Pruszków – Raszyn. Jej czołowe pododdziały napotkały wtedy i rozbiły kompanię czołgów rozpoznawczych kpt. Brażuka. Polacy stracili 12 żołnierzy i 5 tankietek TK-3.
Przed południem ludność cywilna przyniosła do Warszawy wiadomości o zbliżaniu się wojsk niemieckich. Około 14:00 w kierunku Ożarowa i Grodziska wysłano kompanię zwiadowczą 40 pp. Została ona zmuszona do odwrotu przez przeważające siły nieprzyjaciela. Do godziny 15:00 niemieccy czołgiści opanowali lotnisko na Okęciu. Opanowali także niebronione Włochy oraz Raszyn, gdzie w ich ręce wpadła radiostacja Polskiego Radia. Polski personel zdołał ją zawczasu unieruchomić, w odwecie za co niemal wszystkich jego członków natychmiast aresztowano.
Dowódca 4 DPanc. gen. Georg-Hans Reinhardt urządził swoje stanowisko dowodzenia w Raszynie. Jeszcze tego samego dnia odwiedził go tam dowódca 10 Armii gen. Walter von Reichenau, któremu towarzyszył gen. Hoepner. Obaj przełożeni utwierdzili Reinhardta w przekonaniu, że Warszawa nie będzie broniona. W tej sytuacji dowódca dywizji postanowił jeszcze tego samego popołudnia podjąć próbę zdobycia miasta z marszu.
4 DPanc. poniosła straty w trakcie dotychczasowych walk, niemniej nadal dysponowała około 250–260 czołgami i 50 samochodami pancernymi. Ponadto została wzmocniona 33. pułkiem piechoty zmotoryzowanej ze składu 13 Dywizji Piechoty Zmotoryzowanej, 2. dywizjonem 115. pułku artylerii ciężkiej i batalionem saperów. Dywizja nadal nie była w pełni skoncentrowana. Reinhardt był jednak przekonany, że sam widok czołgów sparaliżuje wolę walki obrońców. Również szeregowi żołnierze przystępowali do walki z dużym optymizmem. Jak wspominał Reinhardt:

Niezwykłe napięcie panowało w dywizji. We wszystkich oczach panowała dumna radość przeżycia doniosłej chwili wkroczenia do stolicy nieprzyjaciela już w ósmym dniu wojny. Bez rozkazu załogi ozdobiły swe pojazdy rozpoznawczymi chorągiewkami ze swastyką. Nikt nie myślał o poważnej walce. Wielu widziało się już w hotelach i najlepszych kwaterach panami miasta.

Tego dnia gen. Czuma wydał rozkaz dzienny, w którym zagrzewał żołnierzy do walki w obronie stolicy. Znalazły się w nim następujące słowa:

Żołnierze załogi Warszawy! Wódz Naczelny powierzył nam obronę Stolicy. Żąda on, by o mury Warszawy rozbił się napór wroga, by został położony kres niszczeniu polskich ziem; pomszczeni polegli w boju koledzy, polegli śmiercią żołnierską mężczyźni, kobiety i dzieci. Mamy podać rękę utrudzonym w boju oddziałom, ułatwić im dalsze zadania bojowe. Żołnierze! Objęliśmy pozycję, z której nie ma zejścia. Na tej pozycji może wróg usłyszeć jedną tylko obecnie odpowiedź: „Dość! Ani kroku dalej!”. A nam wolno złożyć jeden tylko meldunek: „Rozkaz Naczelnego Wodza zostanie spełniony”.

Gen. Czuma wraz z płk. Marianem Porwitem dokonał także inspekcji dalekiego przedpola. Gdy znajdowali się w okolicach Błonia, otrzymali meldunek od samotnego motocyklisty, że niemieckie czołgi znajdują się w odległości zaledwie półtora kilometra. Natychmiast powrócili do Warszawy, udając się na Ochotę, gdzie osobiście poinformowali załogę tego najbardziej zagrożonego odcinka o zbliżaniu się nieprzyjaciela. Gen. Czuma rozkazał usunąć pojazdy z uchodźcami z szosy krakowskiej, słusznie przewidując, że z tego kierunku nadejdzie niemiecki atak.
Po 15:00 na rozpoznanie terenu między Okęciem a Służewcem udały się trzy polskie łaziki z 12 żołnierzami Lotniczego Oddziału Szturmowego. Doszło do potyczki z Niemcami, w której wyniku lotnicy byli zmuszeni się wycofać. Niemniej udało im się rozpoznać niemieckie pozycje.

### Przebieg pierwszego boju

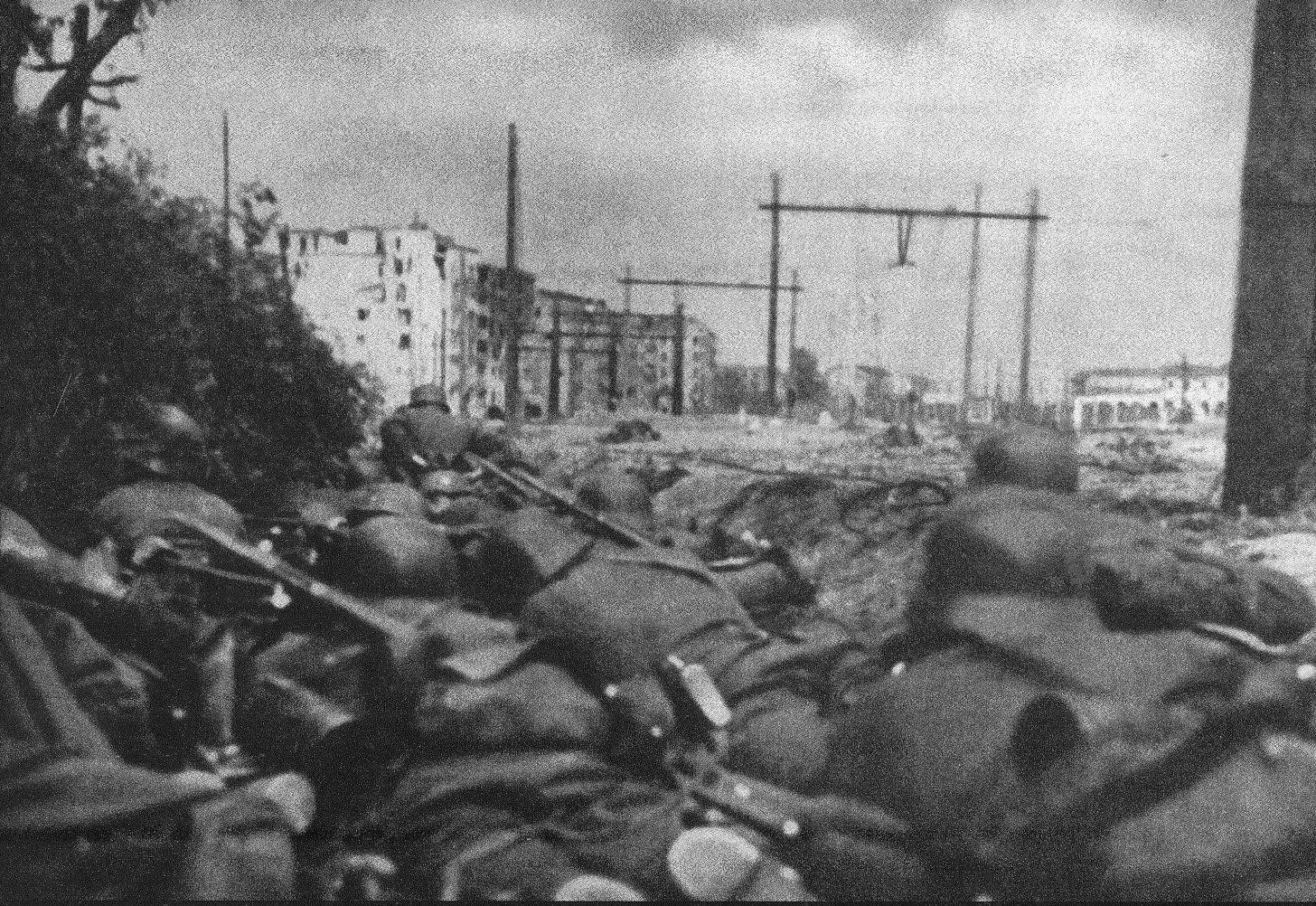
Żołnierze 4 Dywizji Pancernej na Ochocie 8 września 1939 roku

Niemiecka kolumna pancerna wyruszyła około godziny 17:00 z rejonu Okęcia. Tworzył ją 1. batalion 35. pułku czołgów, którym dowodził kpt. Meinrad von Lauchert. Jednocześnie z okolic Raszyna niemiecka artyleria po raz pierwszy w kampanii wrześniowej ostrzelała polską stolicę. Gdy czołgi dotarły do ogródków działkowych na przedpolach Ochoty, ze sztabu 4 DPanc. nadano meldunek radiowy: „Niemieckie wojska wdarły się dziś o godz. 17:15 do Warszawy”. Niedługo później powieliło go radio berlińskie, a w ślad za nim – zagraniczne agencje prasowe.
Według źródeł niemieckich bój rozpoczął się o godzinie 17:15, a według polskich meldunków z 8–9 września – o godzinie 18:00. Niemiecka kolumna liczyła od 15 do 30 pojazdów.
Po przekroczeniu torów linii radomskiej czołgi rozwinęły się w szyk bojowy po obu stronach szosy krakowskiej. Gdy znalazły się w odległości około 400–500 metrów od polskich pozycji, ostrzelała je polska armata ppanc. ulokowana w budynku administracyjnym Zieleniaka, przy pierwszej barykadzie na ul. Grójeckiej. Najprawdopodobniej do walki włączyli się także broniący barykady piechurzy z 6. kompanii 41 pp. Wywiązała się walka. Barykada na Grójeckiej, która była zbudowana przede wszystkim z drewnianych, łatwopalnych elementów, została podpalona niemieckimi pociskami. Część czołgów skręciła na zachód, szukając luk w polskiej obronie. Dostały się jednak pod ostrzał armaty ppanc. oraz broni maszynowej i strzeleckiej z pozycji 4. kompanii 40 pp. Być może otworzyły do nich ogień również 1–2 armaty ppanc. z rejonu Czystego. Trzy czołgi skręciły na wschód i zapędziły się aż na Pole Mokotowskie, skąd jednak przepędziła je polska armata ppanc. ze skweru przy Instytucie Radowym. Podążająca za czołgami piechota zmotoryzowana rozwinęła się w tyralierę, szybko została jednak odwołana na sygnał rakiety.
Obawiając się, że czołgi zostaną uwikłane w nocne walki na terenie miasta, gen. Reinhardt w porozumieniu z gen. Hoepnerem rozkazał przerwać natarcie. Według meldunku gen. Czumy polskie straty wyniosły 5 poległych i dwóch rannych (wszyscy z 41 pp). Niemcy mieli natomiast stracić 4 czołgi, z których wszystkie, poza jednym, zdołali jednak odholować z placu boju.
Wykorzystując przerwę w walce, Polacy wzmocnili swoje umocnienia. Odbudowano spaloną barykadę przy Zieleniaku. Pod wpływem doświadczeń z pierwszego boju użyto do tego materiałów, które nie były w stanie zająć się łatwo ogniem: uliczny bruk, szyny tramwajowe i złom żelazny.

## Walki w dniu 9 września

### Preludium

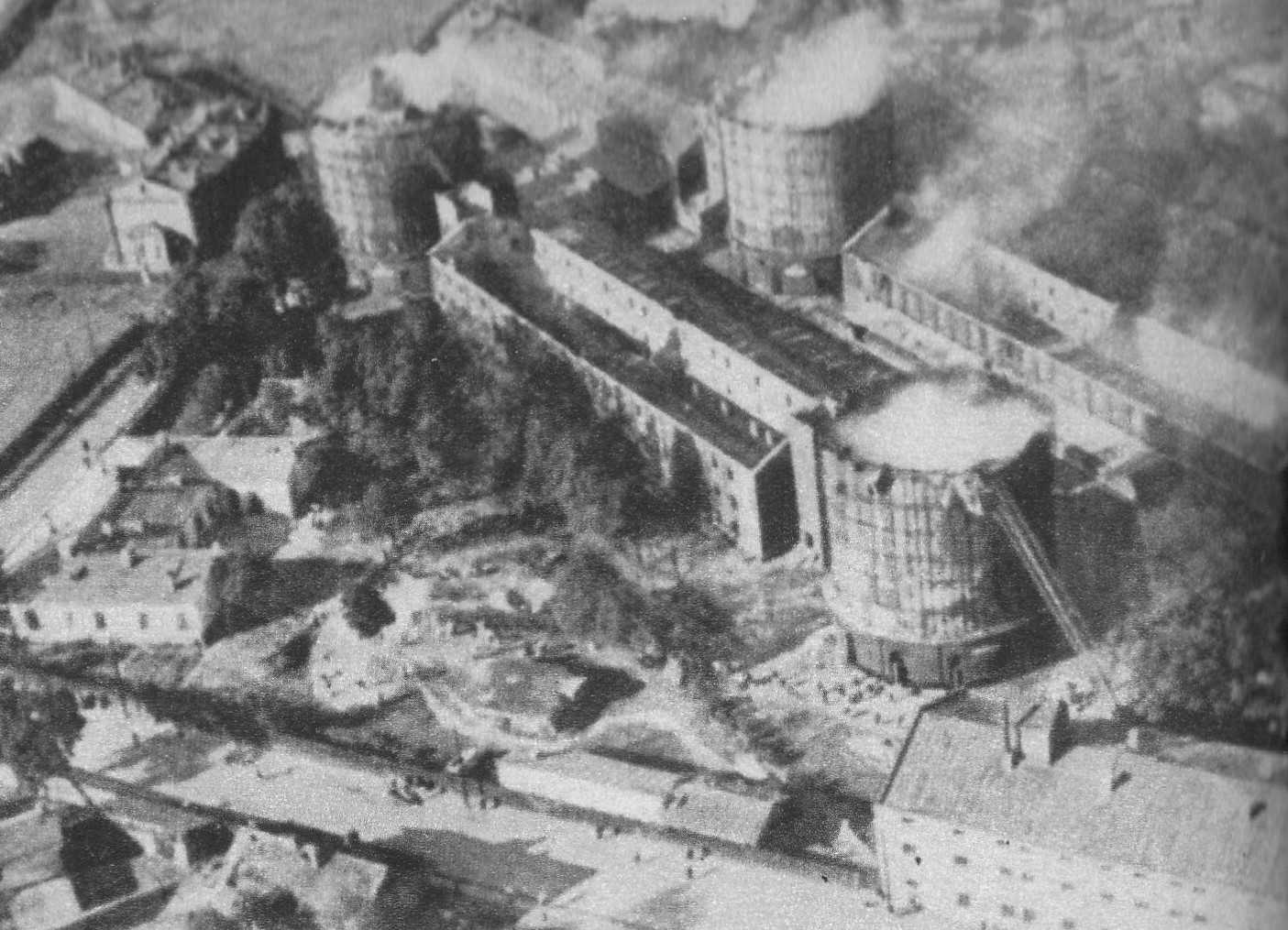
Zbombardowane elewatory zbożowe przy ul. Bema

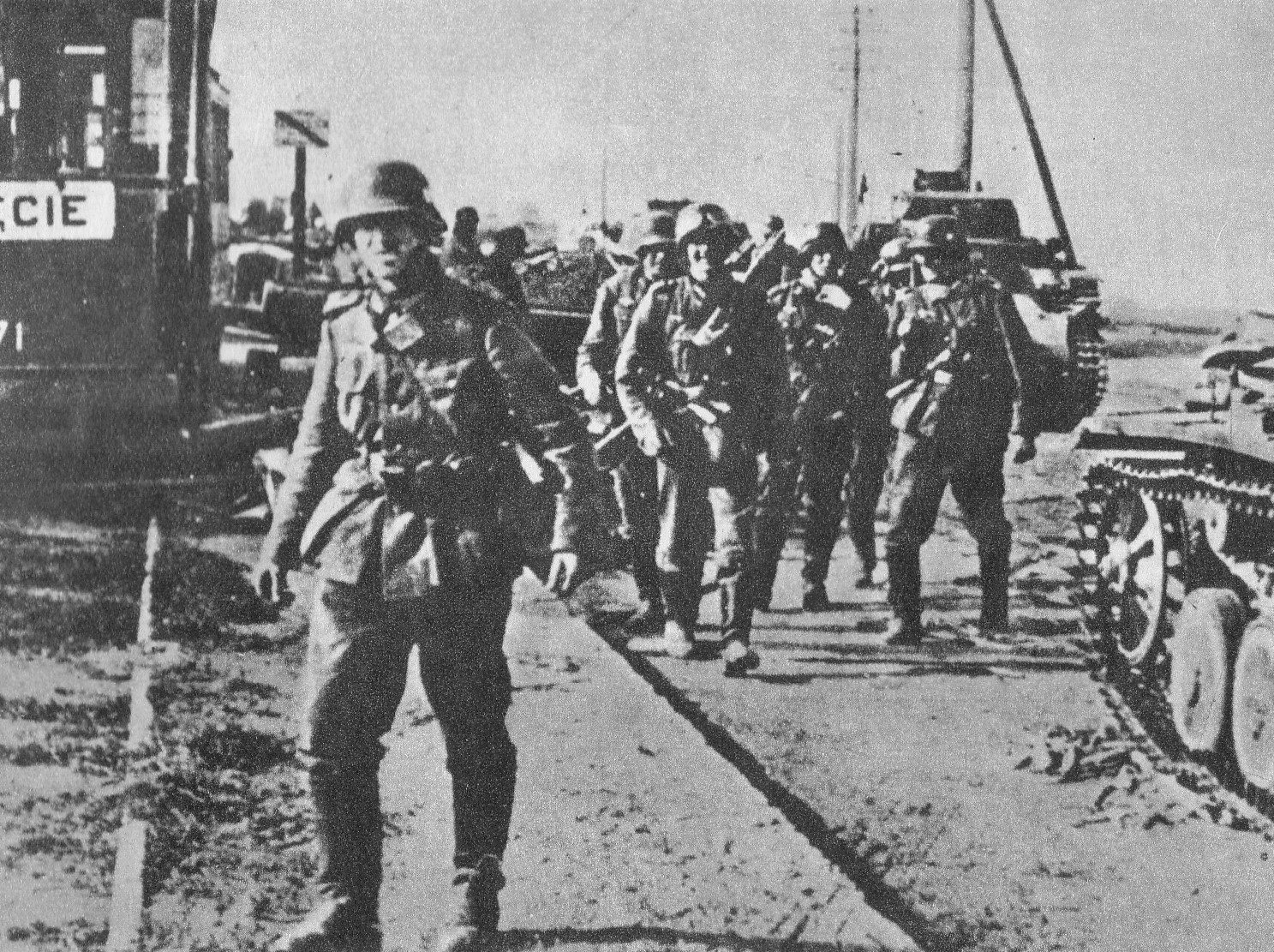
Żołnierze niemieccy w alei Krakowskiej

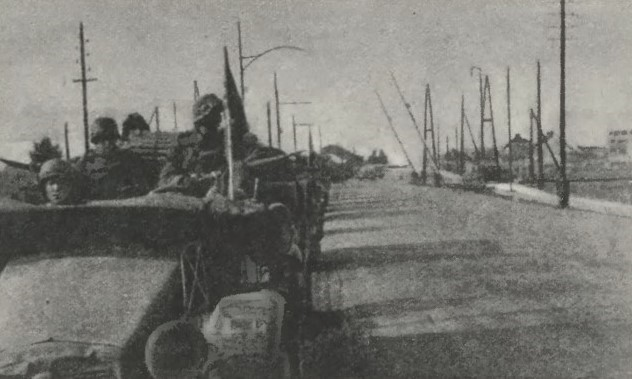
Żołnierze 4 Dywizji Pancernej na Okęciu przed atakiem 9 września 1939 roku

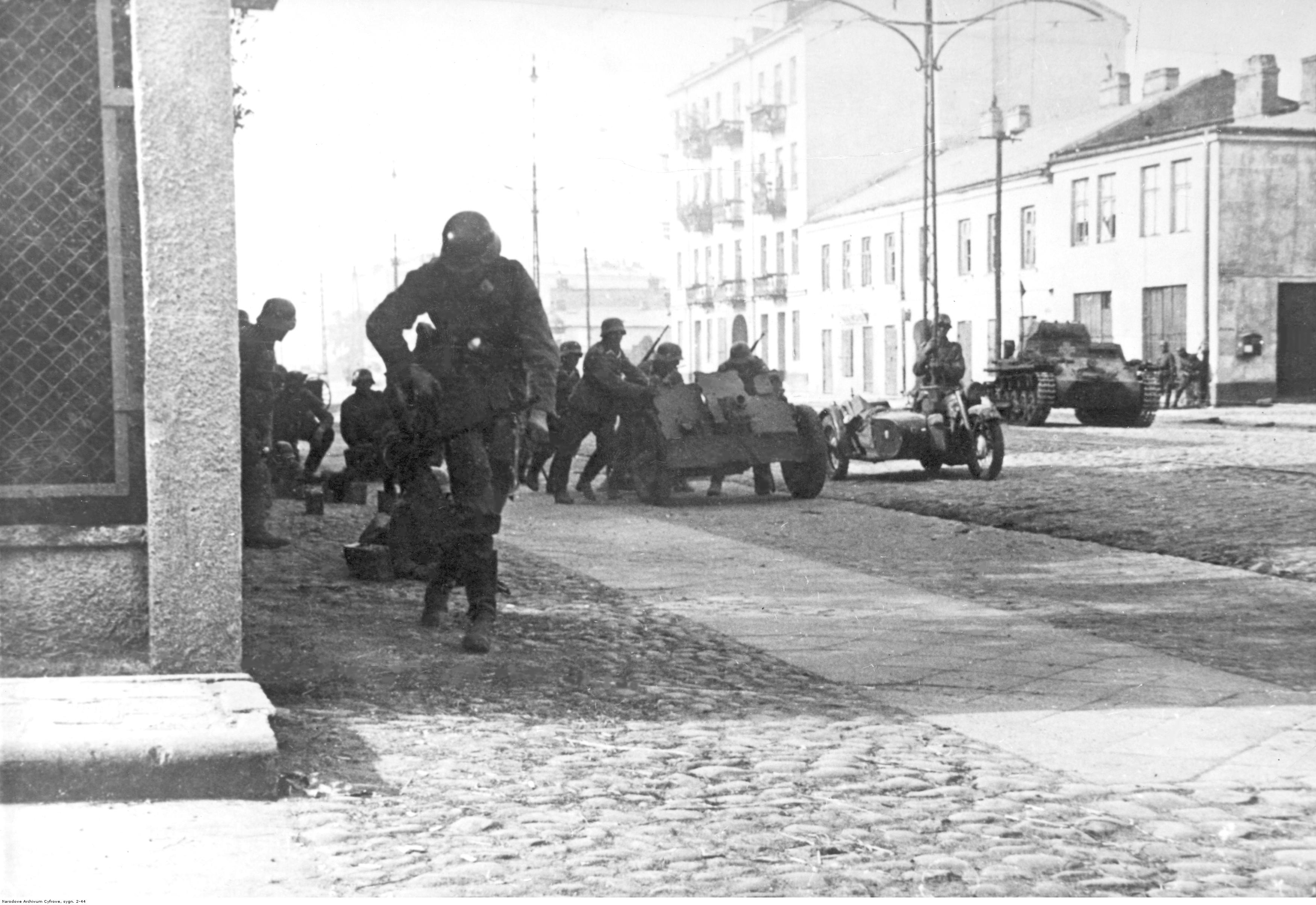
Żołnierze niemieccy na Ochocie 9 września 1939 roku

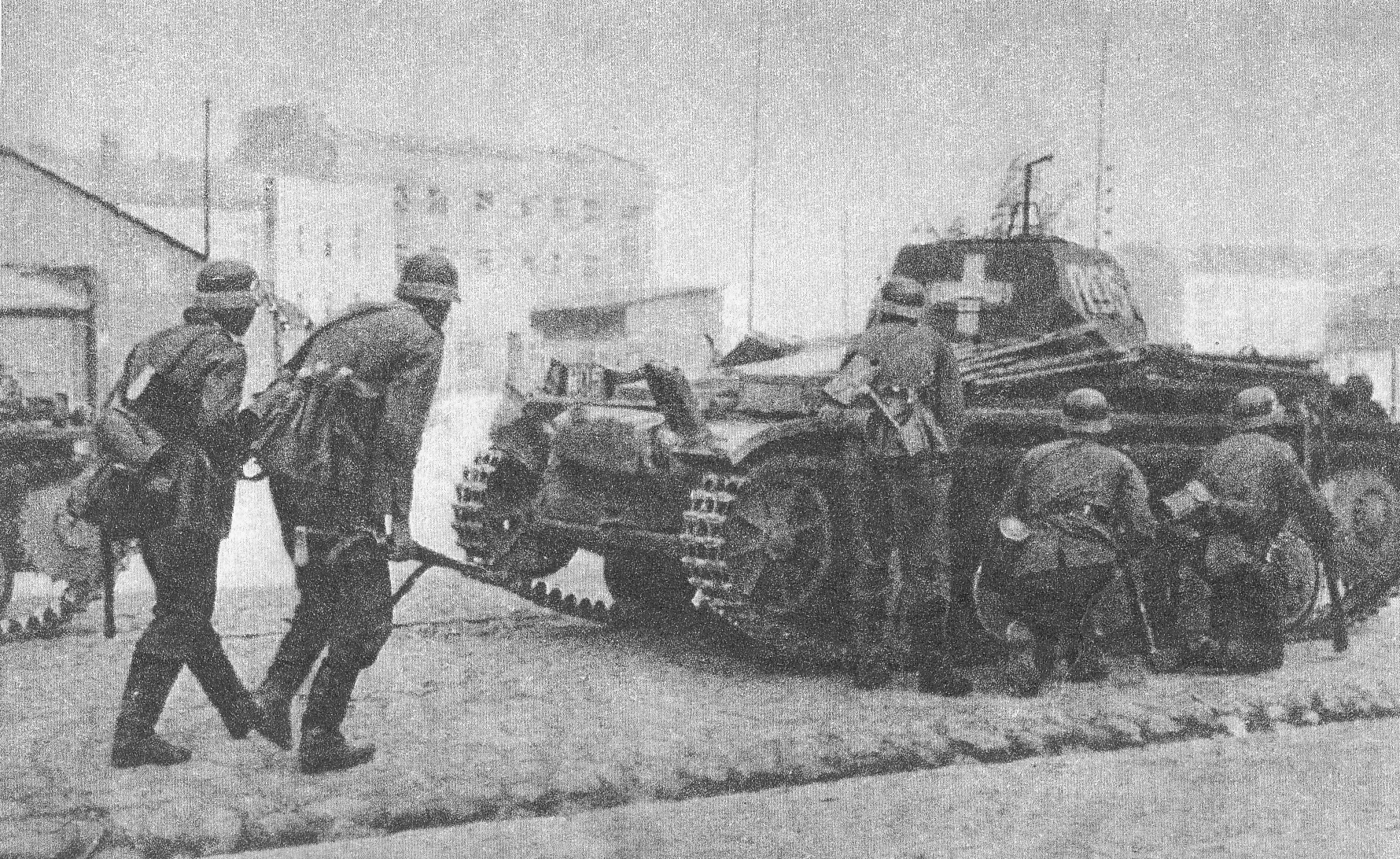
Żołnierze niemieccy na ulicy Grójeckiej w rejonie ulicy Siewierskiej

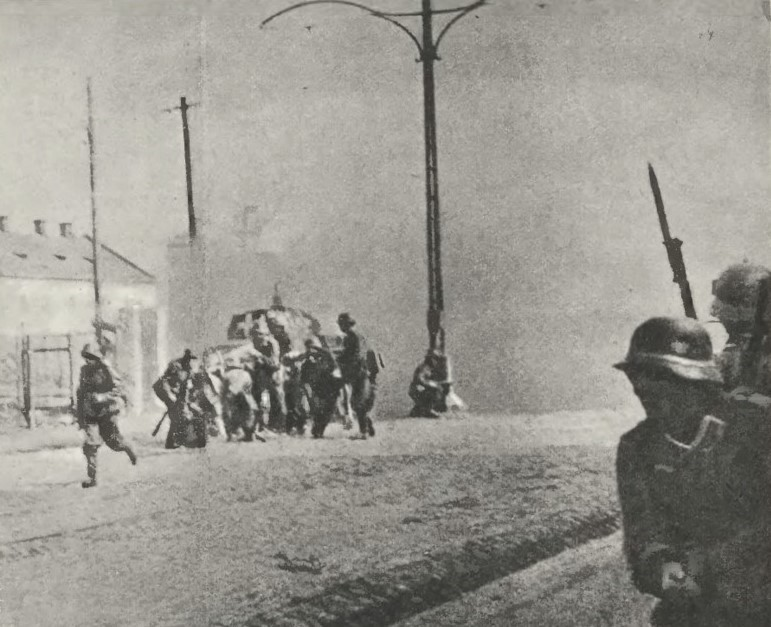
Walki na Ochocie 9 września 1939 roku

Wieczorem 8 września 4 DPanc. skoncentrowała się w rejonie Rakowa, Zosina, Szczęśliwic i Rakowca, gdzie spędziła noc w szyku umożliwiającym prowadzenie obrony okrężnej. 
Jednocześnie podciągnięto artylerię, która zaczęła intensywnie ostrzeliwać Warszawę. Na skutek ostrzału, który trwał do godzin nocnych, liczne pożary wybuchły w rejonie ulic Siennej, Sosnowej, Śliskiej i Złotej. W ogniu stanął także jeden ze zbiorników gazu na Woli. W konsekwencji prezydent Starzyński był zmuszony podjąć decyzję o unieruchomieniu Gazowni Miejskiej. Kilka niemieckich salw spadło na pozycje 4. baterii 2. dywizjonu 3 pac, które znajdowały się w Ogrodzie Saskim. Wśród artylerzystów wybuchła panika; bateria odzyskała zdolność bojową dopiero po kilku dniach.
Tej nocy kolejarze z Dworca Zachodniego ewakuowali z zajętych przez Niemców Włoch opuszczony pociąg ze sprzętem saperskim i artyleryjskim.
Pierwsze niepowodzenie nie zniechęciło gen. Reinhardta. Był on wciąż przekonany, że obrońcy nie są przygotowani do poważnej walki, a zatem koncentryczny atak całą dywizją, wsparty ogniem artylerii, doprowadzi do szybkiego upadku polskiej stolicy. Być może w grę wchodziły również czynniki wizerunkowe. Poprzedniego dnia niemieckie radio przedwcześnie ogłosiło bowiem, że niemieckie wojska wkroczyły do Warszawy. Szybkie zajęcie miasta pozwoliłoby zatrzeć ten blamaż.
Począwszy od godziny 4:30, Warszawa była regularnie atakowana przez Luftwaffe. Szczególnie silnie bombardowana była Praga. Celem niemieckich lotników były przede wszystkim mosty, dworce kolejowe oraz arterie wylotowe z miasta. Niemcy zamierzali w ten sposób zapobiec ewentualnemu nadejściu polskich posiłków ze wschodu. Bombardowano także miejsca, w których zdaniem Niemców mieściły się stanowiska polskiej artylerii, w tym park Skaryszewski i Miejski Ogród Zoologiczny. Tego dnia nad Warszawą po raz pierwszy pojawiły się niemieckie bombowce nurkujące Ju 87 „Stuka”. Jednocześnie około godziny 7:00 niemiecka artyleria wznowiła ostrzał dzielnic mieszkalnych, usiłując w ten sposób sterroryzować obrońców i ludność.
Około godziny 7:30 Niemcy rozpoczęli szturm na Warszawę. 4 DPanc. nacierała dwiema kolumnami, ubezpieczanymi na skrzydłach przez pododdziały piechoty zmotoryzowanej, wspieranymi przez artylerię:
- pierwszą kolumnę tworzyły 36. pułk czołgów wraz z 33. pułkiem piechoty zmotoryzowanej (bez jednego batalionu), wsparte 1. dywizjonem 103. pułku artylerii[67]. Nacierały one wzdłuż ulic Grójeckiej i Szczęśliwickiej[75].
- drugą kolumnę tworzyły 35. pułk czołgów i 12. pułk strzelców zmotoryzowanych, wsparte 2. dywizjonem 103. pułku artylerii. Nacierały one wzdłuż al. Żwirki i Wigury[67].

Obie kolumny wzmocniono ponadto armatami ppanc. i pododdziałami pionierów.
Oddziały skrzydłowe uderzyły na Wolę i przez Pole Mokotowskie. Wyruszyły one do boju z około półgodzinnym opóźnieniem w stosunku do głównych kolumn.
W pierwszej fazie walki niemieckie czołgi znalazły się pod ogniem polskiej ciężkiej artylerii. Największą skutecznością wykazała się 6. bateria 3 pac, której ogniem kierował ppor. Kazimierz Paprocki ze stanowiska obserwacyjnego na szczycie 1 Szpitala Okręgowego przy al. Niepodległości 218. Niemieckie czołgi, zwłaszcza z 35. pułku czołgów, poniosły także straty na polskich minach.

### Przebieg boju w rejonie ul. Grójeckiej
Około godziny 7:45 niemiecka kolumna dotarła do pierwszej polskiej barykady, która zamykała ul. Grójecką na odcinku między domem nr 104 a murem Zieleniaka. Niemcy zdołali ją sforsować i przełamać opór broniącej tego odcinka 6. kompanii 41 pp. Na prawym skrzydle, tj. zachód od ul. Grójeckiej, w okrążeniu znalazł się pluton tej kompanii, którym dowodził ppor. rez. Eugeniusz Preobrażeński. Poległo dziesięciu żołnierzy, w tym dowódca plutonu. Na lewym skrzydle Niemcy złamali opór plutonu pod dowództwem ppor. rez. Jana Chomicza, który bronił się w oparciu o rów strzelecki na Zieleniaku. Mimo niekorzystnego przebiegu boju polska kompania nie wpadła w panikę. Część żołnierzy wycofała się do pobliskich ogrodów, gdzie utworzyli punkty oporu. Z budynku administracyjnego Zieleniaka udało się ewakuować armatę ppanc. 37 mm. Polacy utrzymali się ponadto w domu przy ul. Grójeckiej 104 oraz w bocznym pawilonie Męskiego Gimnazjum i Liceum im. Hugona Kołłątaja przy ul. Grójeckiej 93.
Po sforsowaniu pierwszej barykady główna część niemieckiej kolumny kontynuowała natarcie wzdłuż ul. Grójeckiej. Część pojazdów, nie będąc w stanie pomieścić się na niewystarczająco szerokiej ulicy, wjechała w boczne uliczki i zaułki, w tym w ulice Białobrzeską i Wolnej Wszechnicy. Do walki obok żołnierzy regularnego wojska włączyli się mieszkańcy Ochoty. Z okien budynków niemieckie czołgi obrzucano butelkami z benzyną i granatami, a nawet ciskano w nie kamieniami i oblewano wrzącą wodą. Na wschód od Zieleniaka Niemcom udało się opanować zabudowania przy ul. Opaczewskiej, w tym gmach Wolnej Wszechnicy Polskiej, ich natarcie ostatecznie zaległo jednak przed ul. Winnicką.
Nieopodal skrzyżowania ulic Grójeckiej i Winnickiej Niemcy natknęli się na kolejną polską barykadę, zbudowaną z wagonów tramwajowych. W odległości 200 metrów za barykadą, przy narożniku ulic Grójeckiej i Nieborowskiej, stała pojedyncza armata 75 mm z 1. baterii 29 pal. Jej załogą dowodził ppor. Józef Suchocki. Jej pierwsze dwa strzały chybiły celu, gdyż celowniczy w zdenerwowaniu pomylił nastawy na kątomierzu. Podporucznik Suchocki szybko skorygował jednak ten błąd i celnym strzałem zniszczył niemiecki czołg. Niedługo później polska armata ogniem z najbliższej odległości wyeliminowała z walki kolejnych 5 czołgów i 2 samochody pancerne. Ich wraki zatarasowały ul. Grójecką. Niemcy wezwali na pomoc artylerię, której pociski rozbiły barykadę. Paradoksalnie ułatwili jednak pracę działonowi ppor. Suchockiego, który uzyskał w ten sposób wgląd w głąb ulicy i otworzył celny ogień do niemieckich pojazdów, z których wyładowywała się piechota zmotoryzowana.
W pewnym momencie u wylotu zachodniego odcinka ul. Nieborowskiej pojawił się niemiecki czołg. Jego załoga nie zauważyła jednak polskiej armaty. Z kolei ta ostatnia, będąc wkopaną w ziemię, nie mogła zmienić kierunku ostrzału i wyeliminować zagrożenia. W tym niebezpiecznym momencie od ul. Grójeckiej nadbiegła drużyna z odwodowej 4. kompanii 41 pp, którą dowodził ppor. Stefan Plewka. Piechurzy zniszczyli nieprzyjacielski pojazd przy użyciu granatów. Załogę wzięto do niewoli. Niedługo później Niemcy wstrzymali atak wzdłuż ul. Grójeckiej.

### Przebieg boju w rejonie ul. Szczęśliwickiej
Równolegle z głównym natarciem wzdłuż ul. Grójeckiej część niemieckiej kolumny przeprowadziła uderzenie na odcinku między torami kolejowymi a ul. Szczęśliwicką, na odcinku bronionym przez 4. kompanię 40 pp. Teren nie sprzyjał nacierającym, gdyż byli zmuszeni omijać głębokimi łukami rozległy teren zajezdni tramwajowej „Rakowiec”. Znaleźli się jednocześnie pod ogniem polskiej piechoty, armat przeciwpancernych oraz plutonu artylerii piechoty 41 pp. Na przedpolu pozostało 9 unieszkodliwionych niemieckich czołgów. Dwa czołgi usiłowały się wedrzeć w ul. Piotrkowską, utknęły jednak na polskich minach, a uciekające załogi zostały wystrzelane przez polskich żołnierzy piechoty. Niemcy stracili także cztery czołgi, gdy usiłowali wedrzeć się w lukę między polskimi pozycjami, znajdującą się między ulicami Szczęśliwicką i Bema. Niemieckiej piechocie udało się natomiast zająć zabudowania na południowym skraju tej drugiej ulicy. Pojedynczy niemiecki czołg przedarł się aż do ul. Kopińskiej, gdzie zniszczyli go cywilni ochotnicy (zamieszkujący tam robotnicy).
Wkrótce Niemcy zdołali się jednak wedrzeć w luki w polskiej obronie. Jedna z nich powstała na lewym skrzydle, już po przełamaniu pierwszej barykady na ul. Grójeckiej. Niemcom udało się również dokonać włamania na polskim prawym skrzydle, poprzez wtargnięcie w nieobsadzoną lukę między pozycjami 4. i 5. kompanii 40 pp, między ulicami Szczęśliwicką i Bema (była ona ryglowana jedynie ogniem armat i broni maszynowej, umiarkowanie skutecznym ze względu na pofałdowany teren). W rezultacie 4. kompania znalazła się w okrążeniu. Wkrótce jednak Niemcy natknęli się na odwodową 6. kompanię 40 pp, która zajmowała stanowiska na linii ul. Częstochowskiej. W pewnym momencie na tyłach 4. kompanii pojawił się pluton niemieckiej piechoty wsparty dwoma czołgami. Polska armata ppanc. okopana przy skrzyżowaniu ulic Opaczewskiej i Szczęśliwickiej zdołała jednak zapalić jeden z czołgów i unieruchomić drugi, którego załoga, uciekając w kierunku ul. Bema, wpadła na stanowisko polskiej armaty z plutonu artylerii piechoty 41 pp i została wybita. Niemiecki pluton został natomiast zniszczony bocznym kontruderzeniem plutonu 6. kompanii i plutonu ckm, przeprowadzonym między ulicami Częstochowską a Ogrodzieniecką. Dowódca II batalionu mjr Kassian wysłał na pomoc 4. kompanii pluton ochotniczy, którego dowódca, N.N. oficer rezerwy, poległ trafiony niemiecką kulą na ul. Dobosza.
Polakom udało się odseparować niemiecką piechotę od czołgów. Niemniej pewna liczba tych ostatnich, mimo braku osłony, kontynuowała natarcie na odcinku między torami kolejowymi a ul. Białobrzeską. Niektóre zdołały dotrzeć aż do ul. Niemcewicza. Tam jednak natknęły się na drugą linię polskiej obrony, obsadzaną przez 9. kompanię rezerwowego 360 pp. Nieprzyjacielskie wozy bojowe zostały tam ostatecznie zatrzymane i zmuszone do odwrotu. Jeden z nich dotarł aż na północny skraj pl. Narutowicza, gdzie został zniszczony przez pionierów i cywilnych ochotników.
Walka na tym odcinku osłabła około godziny 10:00, a w ciągu następnych dwóch godzin wygasła niemal zupełnie.

### Przebieg boju w rejonie al. Żwirki i Wigury oraz Pola Mokotowskiego
Gdy druga niemiecka kolumna dotarła na odległość około 200–300 metrów od skrzyżowania al. Żwirki i Wigury z ul. Wawelską, znalazła się pod ostrzałem piechurów z 5. kompanii 41 pp, a także 2–5 armat ppanc. oraz 2 armat 75 mm z 1. baterii 29 pal. Polscy artylerzyści mieli dobre pole ostrzału, ponieważ al. Żwirki i Wigury nie zamykała barykada, lecz rów przeciwpancerny. Niemcy stracili w tym rejonie kilkanaście czołgów, w tym sześć zostało zniszczonych ogniem dział 75 mm, którymi dowodził ppor. Jan Koreywo. Niemieckie natarcie zostało zatrzymane już na przedpolu. Ponadto jeden z działonów 1. baterii 29 pal wspólnie z dywizjonem artylerii ciężkiej zniszczył ogniem pośrednim niemiecką baterię, która prowadziła ostrzał z pozycji na skraju lasku na Rakowcu. Dowódca jednego z czołgów w 35. pułku czołgów relacjonował przebieg walki następującymi słowami:

Próbujemy jechać dalej ulicą w kolumnie dwójkowej, strzelając w marszu do podejrzanych punktów. Wtem widzę w lewo w skos od ogrodu błysk płomienia i słyszę wybuch granatów. To strzela polskie działo 75 mm. Napotykamy zaporę, przez którą przedziera się jeden z czołgów pod osłoną ognia towarzyszy. Wtem otwiera się piekło. Przed nami uderzają szybko jeden po drugim granaty. Polska placówka jest tu gdzieś na stanowisku. Rozglądam się wkoło. Oczy moje rozszerza przerażenie. Obydwa lekkie czołgi stają w płomieniach, a więc mamy działa i poza sobą. Może są to czołgi, a może działka przeciwpancerne. Nie mam czasu się zastanawiać. Ciężkiemu czołgowi obok mnie daję rozkaz zawrócić i wycofać się prędko. Strzelam dalej do działa przede mną. Podczas zawracania ciężki czołg dostaje pocisk 37 mm w silnik, na szczęście bez zapalenia. Sprzyjający los powoduje, że świece dymne palące się w czołgach objętych pożarem okrywają nas mgłą.

Niedługo później na Polu Mokotowskim rozwinął się do natarcia 2. batalion 12. pułku strzelców zmotoryzowanych, wsparty przez 2. batalion 35. pułku czołgów. Dzięki sprzyjającym warunkom terenowym Niemcy dotarli aż do skrzyżowania ul. Wawelskiej z al. Niepodległości. Tam jednak znaleźli się w krzyżowym ogniu 4. i 5. kompanii 41 pp, części 360 pp, IV batalionu marszowego 21 pp (ten ostatni od strony Mokotowa) oraz wspierających ich armat polowych i ppanc. W silnym ogniu niemieckie natarcie załamało się, nie zdoławszy dotrzeć do al. Niepodległości. Niedługo później gen. Czuma skierował w ten rejon pluton czołgów pod dowództwem por. Władysława Sempolińskiego. Pomógł on w likwidacji pojedynczych niemieckich czołgów i grup piechoty, które zdołały przedrzeć się przez linię ul. Wawelskiej i obrzeża Kolonii Staszica.

### Przebieg boju na Woli
Niemieckie uderzenie spadło również na drugą zachodnią dzielnicę Warszawy: Wolę. Cześć źródeł podaje, że skierowała się tam część niemieckiej kolumny, która pierwotnie atakowała w rejonie ul. Szczęśliwickiej. Jakoby miała ona już w trakcie walki zawrócić przez Włochy i skierować się na Wolę, licząc, że obejdzie w ten sposób polskie pozycje. Inne źródła sugerują, że Wola od początku była celem natarcia lewoskrzydłowego zgrupowania 4 DPanc., osłaniającego natarcie głównych kolumn.
Walka na Woli rozpoczęła się z opóźnieniem w stosunku do boju na Ochocie. Niemieckie czołgi pojawiły się w tej dzielnicy o godzinie 9:30 (według innych źródeł – dopiero około 10:15). Gdy Niemcy dotarli na przedpole pozycji 8. kompanii 40 pp, znaleźli się pod bocznym ostrzałem broni maszynowej i armat ppanc. z pozycji 5. kompanii. Polacy zdołali wtedy unieszkodliwić dwa nieprzyjacielskie czołgi. W odwecie niemiecka artyleria ostrzelała pozycje 5. kompanii, wywołując kilka pożarów przy ul. Gniewkowskiej. Następnie na 5. kompanię uderzyło 7 niemieckich czołgów, którym towarzyszyła piechota. Niemcy zostali jednak ostrzelani przez polską artylerię, która zniszczyła jeden z czołgów. Pozostałe rozjechały się na boki a pozbawiona ich wsparcia piechota, ostrzeliwana przez Polaków, zaległa na przedpolu.
W tym samym czasie nieprzyjaciel pojawił się także przed frontem 7. kompanii w rejonie ul. Górczewskiej. Punkt ciężkości niemieckiego natarcia znajdował się tu na odcinku lewoskrzydłowego I plutonu. Ze względu na fakt, że teren był w tym rejonie stosunkowo otwarty, a obrońcy nie posiadali poważniejszych umocnień, dowódca polskiej kompanii postanowił nie ryzykować walki na bliską odległość i rozkazał otworzyć ogień, gdy Niemcy znajdowali się jeszcze na przedpolu, w odległości około 800 metrów od polskich pozycji. Nieprzyjaciel chwilowo wstrzymał natarcie, wkrótce jednak pod osłoną ognia artylerii i moździerzy do ataku ruszyło 6 czołgów. Dwa zostały zniszczone jeszcze na przedpolu, odpowiednio na wysokości ulic Sowińskiego i Jana Olbrachta. Gdy pozostałe cztery czołgi zbliżyły się do polskiej pozycji na odległość około 100 metrów, jeden został unieruchomiony, a drugi, kilkukrotnie trafiony, zdołał pokonać kilkanaście metrów, by ostatecznie utknąć na minach przed pozycjami II plutonu. Pozostałe dwa dotarły bardzo blisko pozycji I plutonu, gdzie zostały zniszczone. Jednocześnie ogień polskich dział, moździerzy i broni maszynowej przydusił do ziemi niemiecką piechotę. Po pewnym czasie przystąpiła ona do odwrotu, zdoławszy przy tym ewakuować dwa uszkodzone czołgi.
Główna oś niemieckiego natarcia na Woli biegła jednak wzdłuż ul. Wolskiej. Niemiecka kolumna, która zmierzała w głąb miasta, ostrzeliwała i miażdżyła tarasujące ją wozy konne, na których znajdowali się uchodźcy wojenni. Na wysokości ulic Redutowej i Gizów, nieopodal cmentarza prawosławnego i historycznej reduty nr 56, znajdowała się barykada, której broniła 8. kompania 40 pp pod dowództwem por. Zdzisława Pacak-Kuźmirskiego. Dzień wcześniej w Fabryce Przetworów Chemicznych „Dobrolin” przy ul. Wolskiej 159 odkrył on ok. 100 beczek terpentyny. Zostały one przetoczone na ulicę i rozmieszczone przed barykadą. Gdy nieprzyjacielskie czołgi zbliżyły się do barykady, porucznik rozkazał otworzyć ogień oraz podpalić beczki z terpentyną. Na odcinku blisko 100 metrów ul. Wolska stanęła w ogniu. Jednocześnie polska artyleria ostrzelała tyły niemieckiej kolumny, uniemożliwiając nieprzyjacielowi zarówno odwrót, jak i podciągnięcie posiłków. Ogień z podpalonej terpentyny szybko ogarnął stłoczone na wąskiej ulicy pojazdy, powodując wybuch paniki wśród czołgistów i piechurów. Jednocześnie niemieckie pojazdy były z najbliższej odległości ostrzeliwane przez dwie polskie armaty ppanc. Jedna z nich, której celowniczym był Franciszek Głuszek, miała zniszczyć 7 czołgów. Widząc, że niemiecka piechota usiłuje ukryć się w pobliskich zabudowaniach, por. Pacak-Kuźmirski zarządził kontratak, który ostatecznie przesądził losy boju. Polscy żołnierze ścigali Niemców aż do cmentarza Wolskiego. Zaledwie kilkunastu z nich zdołało uniknąć śmierci lub niewoli. Około 10–12 żołnierzy zabarykadowało się w budynku po lewej stronie ul. Wolskiej. Gdy odmówili kapitulacji, polscy żołnierze wyłamali drzwi i wrzucili do środka granaty, powodując pożar i śmierć wszystkich Niemców.
Bój na Woli trwał zaledwie 45 minut i przyniósł Niemcom utratę około 30 czołgów i około 12 samochodów pancernych. Straty III batalionu 40 pp były niewielkie, liczne ofiary odnotowano natomiast wśród ludności cywilnej.

## Epilog

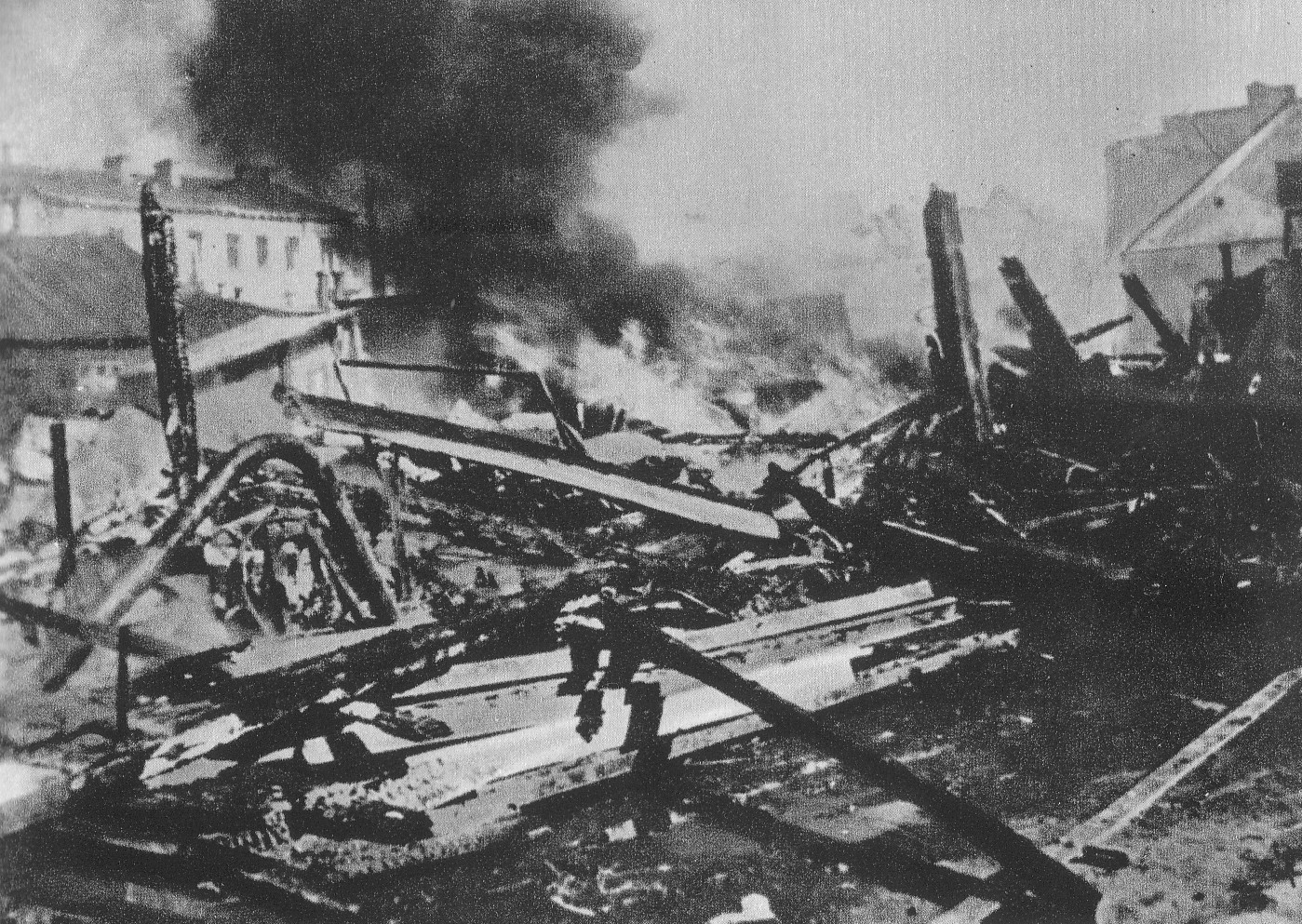
Zniszczenia po walkach na Woli i Ochocie 9 września 1939 roku

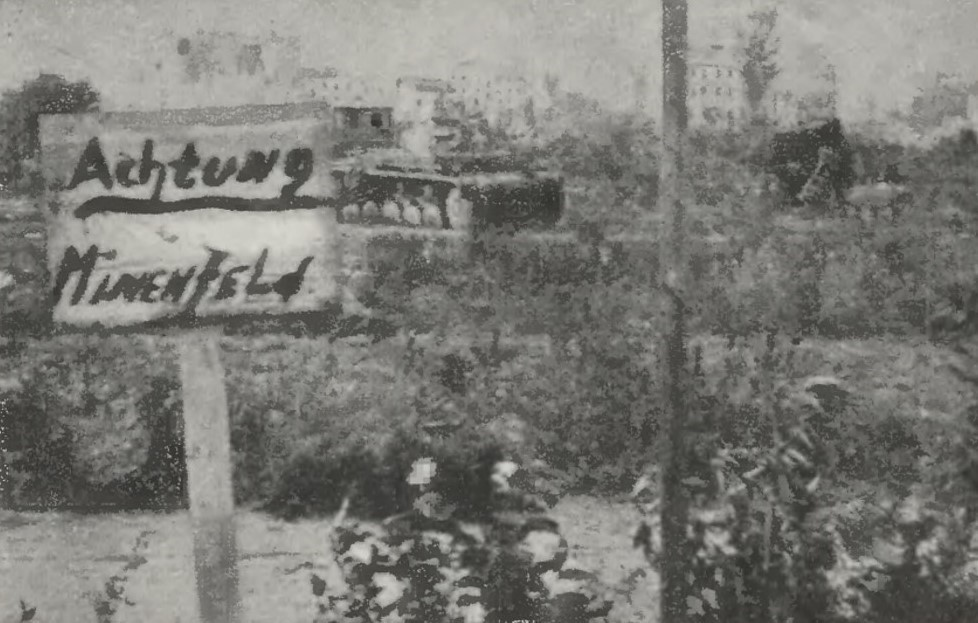
Zniszczone czołgi niemieckie na terenie ogródków działkowych na przedpolu Ochoty

Około godziny 9:45 gen. Reinhardt nakazał przerwanie ataku i powrót na pozycje wyjściowe, jednakże rozkaz ten nie dotarł od razu do wszystkich grup szturmowych, na skutek czego w niektórych punktach walka znacznie się przeciągnęła.
Praktycznie już od godziny 11:00, tj. od momentu załamania się niemieckiego natarcia i odwrotu głównych sił 4 DPanc. na pozycje wyjściowe, trwała likwidacja zabłąkanych czołgów oraz odizolowanych punktów oporu, zorganizowanych ad hoc przez niemieckich czołgistów i żołnierzy piechoty, którzy nie zdołali się wycofać po rozbiciu swoich pododdziałów. Małe grupki Niemców broniły się zaciekle w różnych punktach Ochoty, mając nadzieję, że 4 DPanc. wkrótce wznowi atak.
Jednocześnie płk Porwit za zgodą gen. Czumy podjął próbę odzyskania linii ul. Opaczewskiej, którą niemiecka piechota obsadziła po przełamaniu pierwszej polskiej pozycji obronnej. W kontrataku, który rozpoczął się o około godziny 16:20, wzięły udział przede wszystkim II batalion 41 pp, wsparty przez pluton kolarzy z 40 pp. Według Józefa Kazimierza Wroniszewskiego wzięła w nim udział także kompania z I batalionu 360 pp. Ponadto gen. Czuma przydzielił płk. Porwitowi pluton czołgów 7TP pod dowództwem por. Roberta Kraskowskiego, aczkolwiek w obawie przed utratą cennych pojazdów początkowo użyto ich głównie do prowadzenia rozpoznania. W walkach wzięły również udział improwizowane grupy szturmowe, sformowane spośród zapasowych załóg czołgowych.
Walki przeciągnęły się do godzin wieczornych. Wzięło w nich udział 5 czołgów 7TP z plutonu por. Kraskowskiego, które według Wroniszewskiego bardzo pomogły w likwidowaniu ostatnich niemieckich punktów oporu, a także dwukrotnie odparły niemieckie czołgi lekkie, które usiłowały spenetrować luki między polskimi pozycjami. W rejonie ulic Słupeckiej i Sękocińskiej działon ppanc z 40 pp, nie spodziewając się własnych czołgów, oddał dwa strzały do jednego z 7TP, uszkadzając go. Ostatecznie Polakom udało się odrzucić przeciwnika i odzyskać przednią linię zabudowy ul. Opaczewskiej, w tym gmach Wolnej Wszechnicy Polskiej. Odblokowano także pluton 6. kompanii 41 pp, który od rana bronił się w okrążeniu w domu przy ul. Grójeckiej 104. W niektórych punktach Niemcom udało się jednak utrzymać do następnego dnia, a w domu przy ul. Grójeckiej 68 – aż do 13 września.
W nocy z 9 na 10 września 62-osobowy oddział wydzielony z III batalionu 26 pp przeprowadził wypad w kierunku Rakowca. Pod osłoną nocy udało mu się prześlizgnąć między nieprzyjacielskimi pozycjami i zaskakującym uderzeniem od tyłu zniszczyć granatami niemiecką placówkę. W drodze powrotnej, na oświetlonym reflektorami przedpolu, oddział został jednak ostrzelany przez Niemców z karabinów maszynowych. Poległo lub zaginęło 37 polskich żołnierzy. Trzech ciężko rannych, w tym dowodzącego oddziałem ppor. Feliksa Szawłowskiego, udało się ewakuować.
10 września Niemcy przeprowadzili serię niezbyt silnych ataków na polskie pozycje na Woli, Ochocie i Mokotowie:
- około 2:30 niemiecka piechota w sile plutonu, wsparta czołgami, usiłowała wedrzeć się na prawe skrzydło 4. kompanii 40 pp. przy ul. Opaczewskiej. Atak został odparty, niemniej Niemcy zdołali ewakuować z przedpola kilkanaście uszkodzonych czołgów[122].
- o 3:25 niemiecka piechota wsparta przez czołgi zaatakowała polskie pozycje w rejonie ul. Rakowieckiej[123]. Po utracie trzech czołgów Niemcy byli zmuszeni wycofać się na pozycje wyjściowe. Świadkiem stoczonej wtedy walki był gen. Juliusz Rómmel, który dwa dni wcześniej przybył do Warszawy[116].
- o 13:00 Niemcy wysłali w bój pluton piechoty wsparty czołgami, atakując tym razem pozycje 5. kompanii 40 pp. Natarcie przeprowadzone wzdłuż torów kolejowych odparto przy stracie jednego zabitego i 6 rannych. Niemcy mieli stracić dwa czołgi[124].
- około 16:00[124] lub 17:30[125], 10–12 czołgów, po uprzednim przygotowaniu artyleryjskim, uderzyło na pozycje 7. kompanii 40 pp na Woli. Niemcy zdołali zepchnąć wysuniętą polską placówkę. Ostatecznie zostali jednak odparci, tracąc trzy czołgi zniszczone, jeden uszkodzony, a do niewoli dostało się 7 niemieckich żołnierzy[124].
- około 22:00 na Ochocie miał miejsce ostatni atak tego dnia. Dwa plutony niemieckiej piechoty, wsparte ogniem ckm, zaatakowały pozycje 4. kompanii 40 pp i 6. kompanii 41 pp. Po blisko godzinnej walce Niemcy wycofali się[126][127].

Niektórzy polscy autorzy przypuszczali, że celem tych ataków było wdarcie się do miasta przez zaskoczenie. Rzekomo miał się ich domagać „nieubłagany” dowódca XVI KA gen. Hoepner. Szczupłość zaangażowanych sił oraz terminy i czas trwania tych ataków zdają się jednak świadczyć, że w rzeczywistości celem Niemców było odwrócenie uwagi Polaków i umożliwienie ewakuacji wozów bojowych, które zostały uszkodzone i porzucone poprzedniego dnia.
10 września również Polacy podjęli działania zaczepne. II batalion 40 pp wsparty przez kompanię czołgów 7TP uderzył wzdłuż ul. Wolskiej z zamiarem likwidacji niemieckiego włamania na obrzeżach Woli. Polskie natarcie zostało zatrzymane przez niemiecki 12. pułk piechoty zmotoryzowanej na wysokości pętli tramwajowej przy cmentarzu Wolskim. Jeden z polskich czołgów został uszkodzony.
Kilka zdobycznych czołgów Polacy przeciągnęli w rejon pl. Piłsudskiego. Celem podniesienia morale ludności cywilnej jeden z nich wystawiono na widok publiczny w Ogrodzie Saskim.

## Bilans
Próba zdobycia Warszawy przyniosła niemieckiej 4 DPanc. dotkliwą porażkę. W komunikacie Dowództwa Obrony Warszawy z wieczora 9 września podano, że w dniach 8–9 września nieprzyjaciel utracił 42 czołgi rozbite. W rzeczywistości straty 4 DPanc. były wyższe. Według Tadeusza Jurgi w walkach stoczonych 8–10 września mogła ona utracić nawet połowę wyjściowego stanu czołgów. Niemieckie źródła informują z kolei, że sam tylko 35. pułk czołgów utracił w tych walkach 63 spośród 120 posiadanych czołgów (straty 36. pułku czołgów nie są znane). Część czołgów Niemcom udało się jednak ewakuować z pobojowiska i wyremontować. Józef Kazimierz Wroniszewski nie wykluczał, że 4 DPanc. mogła stracić nawet do 120 czołgów, w tym 60 bezpowrotnie. Z kolei niemieckie straty w ludziach Dariusz Kaliński szacuje na kilkuset żołnierzy. Polacy wzięli około 60 jeńców.
Polskie straty Henryk Stańczyk określa jako „poważne”. Niemniej pomyślne odparcie pierwszego niemieckiego ataku wpłynęło dodatnio na nastroje żołnierzy i mieszkańców stolicy.
Niemcy chwilowo zrezygnowali z prób zdobycia Warszawy bezpośrednim szturmem. Było to spowodowane zarówno poniesioną na Ochocie i Woli porażką, jak i rozpoczęciem polskiego kontruderzenia nad Bzurą. W nocy z 10 na 11 września 4 DPanc. została wycofana do Piastowa, a na pozycjach pod Warszawą zluzowała ją 31 Dywizja Piechoty.

## Upamiętnienie

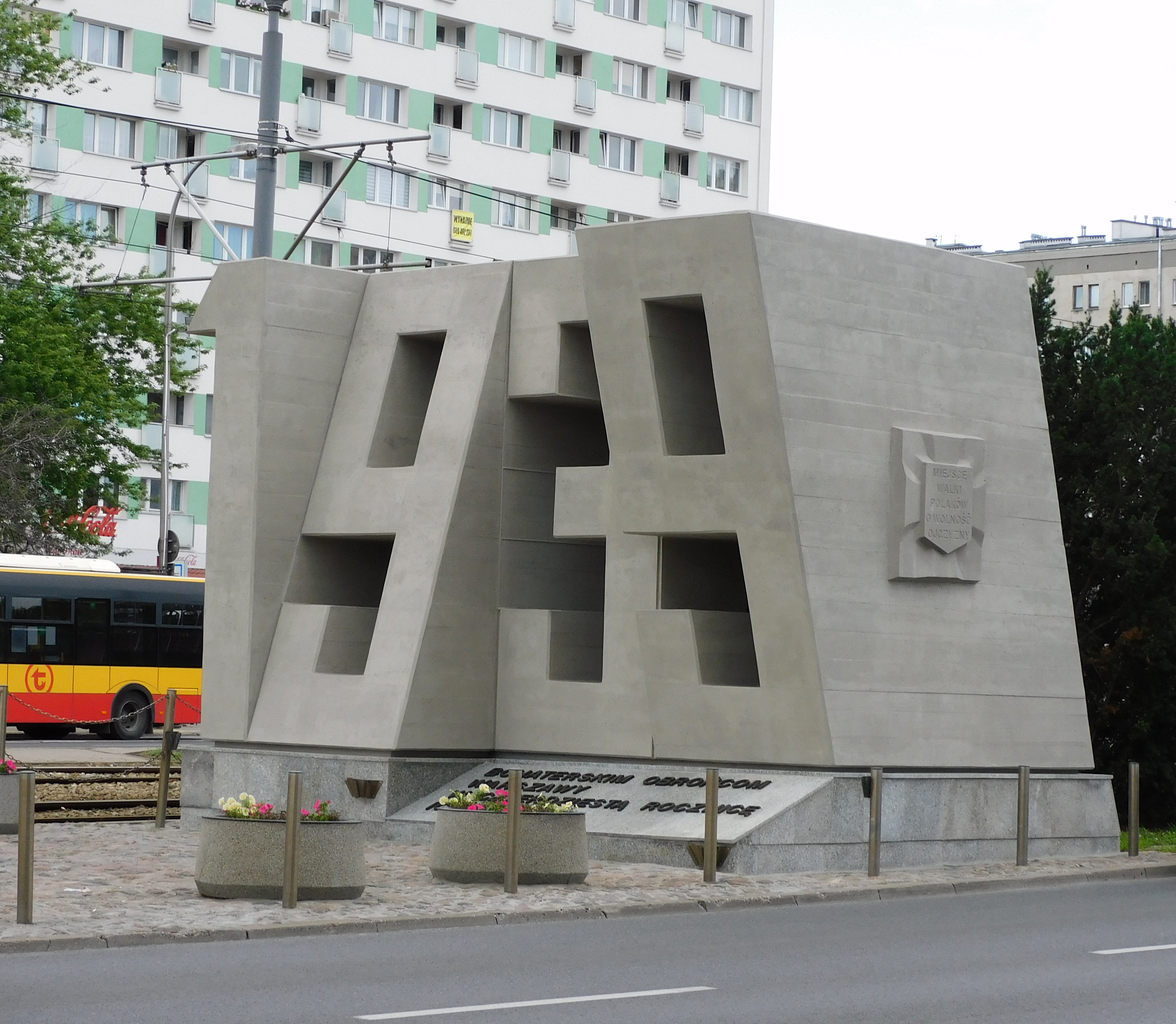
Fragment pomnika „Barykada Września”

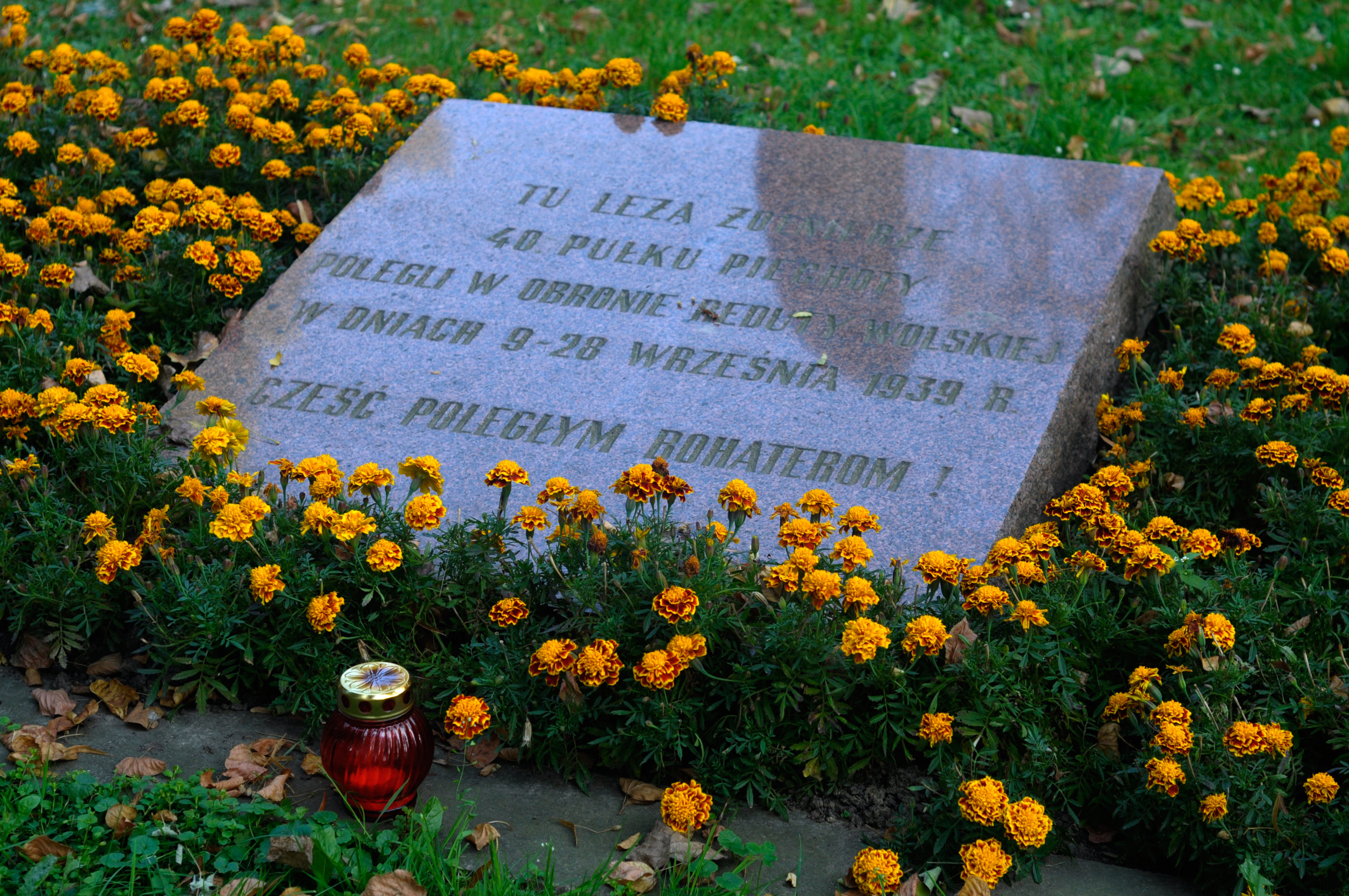
Mogiły poległych żołnierzy 40 pp na terenie dawnej reduty nr 56

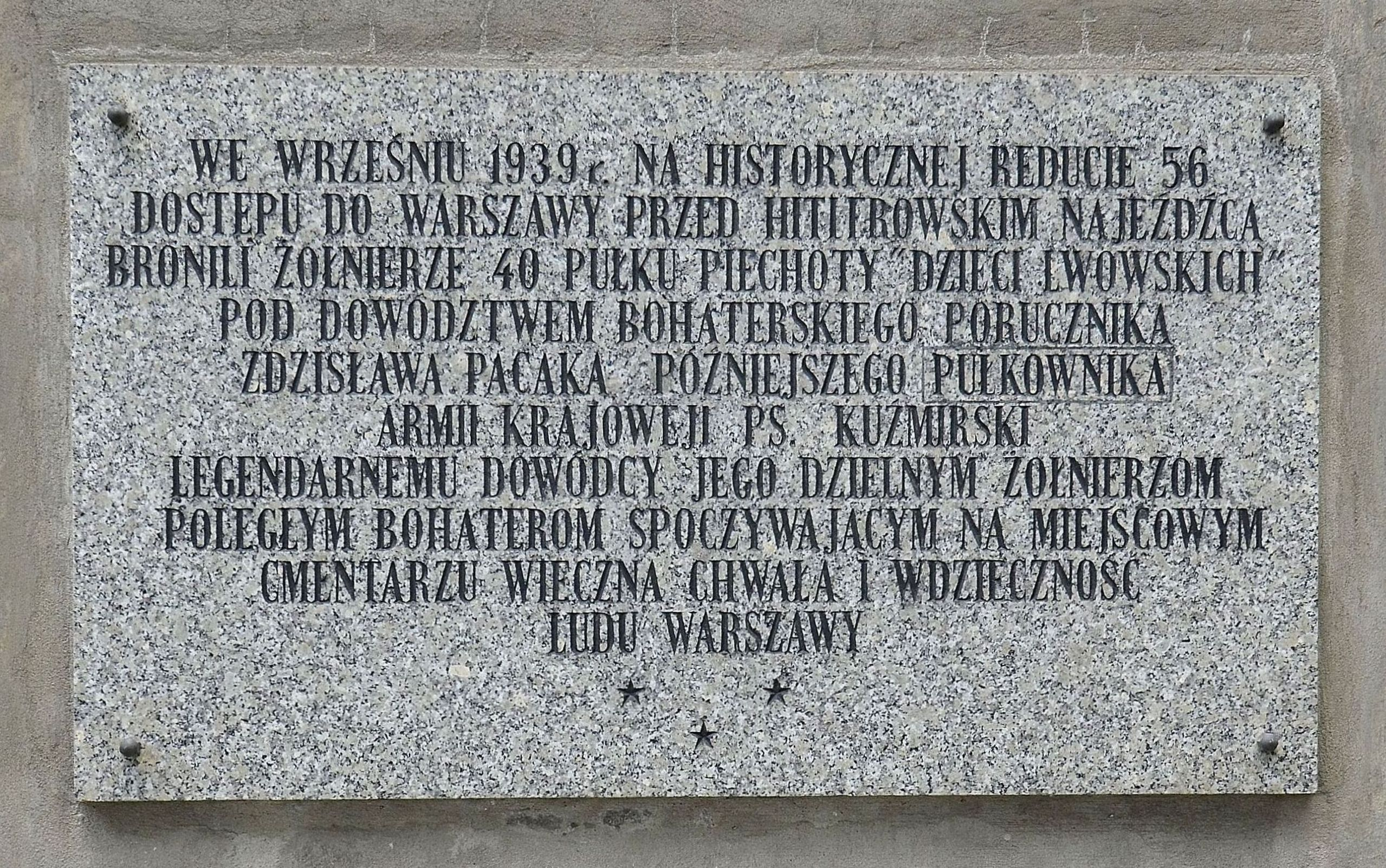
Tablica na bocznej ścianie kościoła św. Wawrzyńca upamiętniająca por. Zdzisława Pacak-Kuźmirskiego i żołnierzy 40 pp walczących w obronie Warszawy we wrześniu 1939 roku

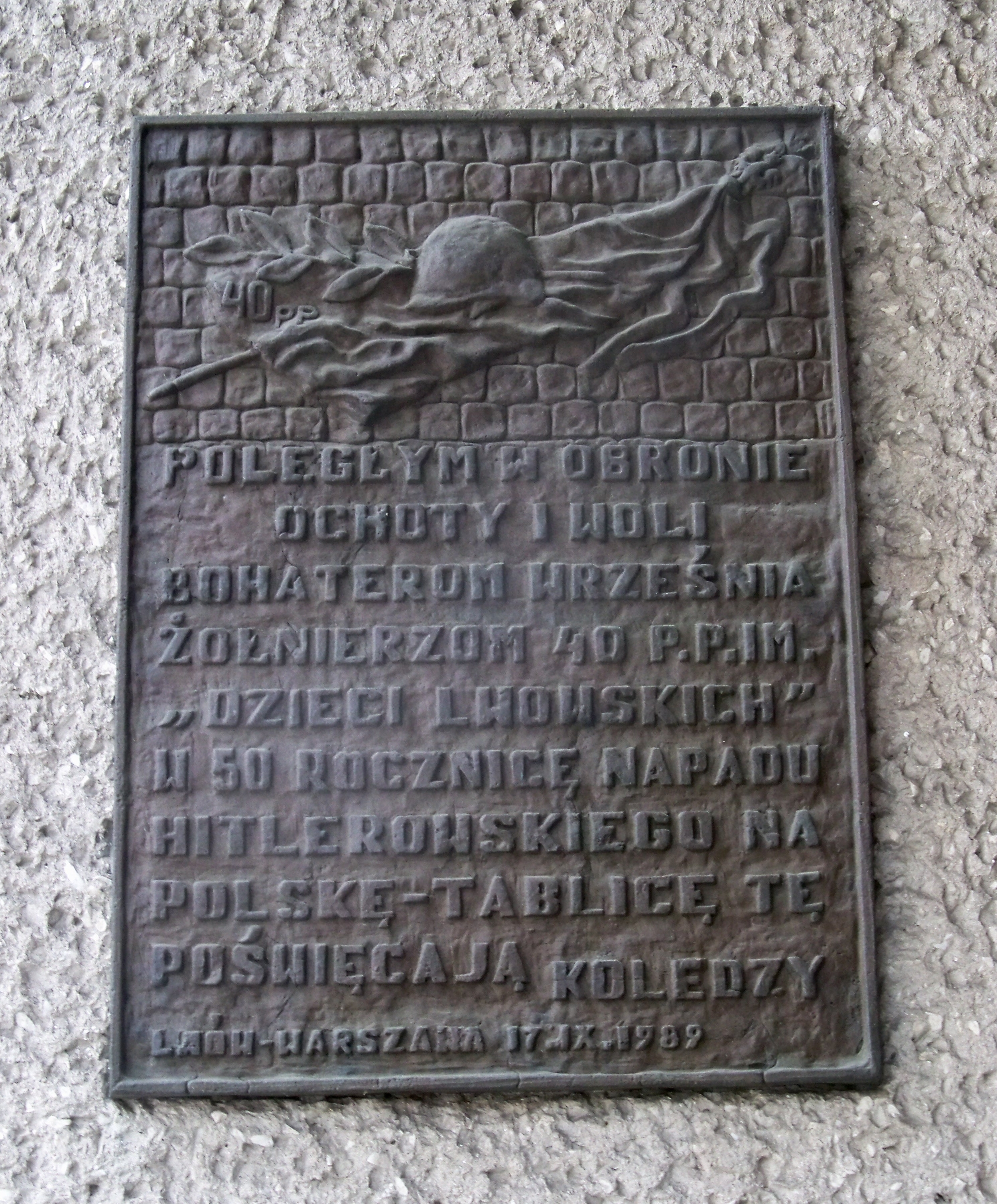
Tablica na frontowej ścianie kościoła NMP Królowej Świata przy ul. Opaczewskiej, upamiętniająca żołnierzy 40 pp walczących w obronie Ochoty i Woli

Walki stoczone we wrześniu 1939 roku w obronie Ochoty stały się inspiracją dla kilku wierszy Jana Janiczka wydanych konspiracyjnie w 1941 roku, w tym najbardziej znanego z nich pt. Ulica Opaczewska.
12 września 1979 roku przy Zieleniaku, nieopodal zbiegu ulic Grójeckiej i Opaczewskiej, w miejscu, gdzie we wrześniu 1939 roku znajdowała się pierwsza z polskich barykad, odsłonięto pomnik „Barykada Września” projektu Juliana Pałki. Na jego dwóch zewnętrznych bryłach widnieje inskrypcja o treści:

W tym miejscu żołnierze Wojska Polskiego oraz mieszkańcy Warszawy walcząc na barykadzie zatrzymali nacierające wojska hitlerowskie i w nierównym boju bohatersko bronili dostępu do Warszawy w dniach od 8 IX do 27 IX 1939 r.

Rosnące obok barykady drzewo znane jest pod nazwą Topola Obrońców. W 1981 roku zostało uznane pomnikiem przyrody.
Na terenie dawnej reduty nr 56 przy ul. Wolskiej 140A pochowano żołnierzy 40 pp, którzy polegli w dniach 9–28 września 1939. Na bocznej ścianie pobliskiego kościoła św. Wawrzyńca umieszczono tablicę upamiętniającą por. Zdzisława Pacak-Kuźmirskiego i żołnierzy 40 pp walczących w obronie Warszawy. Na tablicy widnieje inskrypcja o treści:

We wrześniu 1939 r. na historycznej reducie 56 dostępu do Warszawy przed hitlerowskim najeźdźcą bronili żołnierze 40 pułku piechoty „Dzieci Lwowskich” pod dowództwem bohaterskiego porucznika Zdzisława Pacaka, późniejszego pułkownika Armii Krajowej ps. „Kuźmirski”. Legendarnemu dowódcy, jego dzielnym żołnierzom i poległym bohaterom spoczywającym na miejscowym cmentarzu wieczna chwała i wdzięczność ludu Warszawy.

Tablicę upamiętniającą żołnierzy 40 pp odsłonięto także na frontowej ścianie kościoła NMP Królowej Świata przy ul. Opaczewskiej. Widnieje na niej napis o treści:

Poległym w obronie Ochoty i Woli Bohaterom Września, żołnierzom 40 p.p. im. „Dzieci Lwowskich”, w 50 rocznicę napadu hitlerowskiego na Polskę – tablicę tę poświęcają koledzy. Lwów – Warszawa 17.IX.1989.

W 2005 roku skwerowi u zbiegu ulic Wolskiej i Marcina Kasprzaka nadano imię płk. Zdzisława Kuźmirskiego-Pacaka.